# Aryna Sabalenka
Aryna Serguéievna Sabalenka (bielorruso: Ары́на Сярге́еўна Сабале́нка, ruso: Ари́на Серге́евна Соболе́нко; Minsk, 5 de mayo de 1998) es una jugadora de tenis profesional bielorrusa. Está clasificada como la número uno del mundo en individuales femeninos y ha sido número uno del mundo en dobles por la Asociación de Tenis Femenino (WTA). Sabalenka ha ganado tres Grand Slam en individuales, en el Abierto de Australia de 2023 y 2024, y en el Abierto de Estados Unidos 2024. Además, ha conseguido dos títulos de Grand Slam en dobles, en el Abierto de Estados Unidos de 2019 y el Abierto de Australia de 2021, ambos con Elise Mertens. Ha ganado 26 títulos en su carrera en total, 20 en individuales y seis en dobles.  
Sabalenka saltó a la fama en el 2017 tras llevar a Bielorrusia a su primera final de la historia de la Fed Cup junto a Aliaksandra Sasnóvich, a pesar de que ambas estaban clasificadas fuera del top 75 en ese momento.  
Terminó tanto en 2018 como en 2019 en el puesto número 11 del mundo en individuales.
Sabalenka comenzó a jugar dobles con regularidad en 2019. Con Elise Mertens como compañera, completó el Sunshine Double al ganar los dos torneos Premier Mandatory en marzo, el Abierto de Indian Wells y el Abierto de Miami. Después del título de dobles del US Open a finales de año, también se clasificó por primera vez para las Finales de la WTA. En 2021 alcanzó  el puesto número uno en dobles al ganar el Abierto de Australia.
Después de llegar a las semifinales en dos torneos de Grand Slam en 2021, Sabalenka alcanzó su mejor ranking, siendo número 2 del mundo, aunque luchó por mantenerlo en 2022. En 2023, ganó su primer título de Grand Slam en el Abierto de Australia, alcanzó las semifinales en los cuatro torneos más importantes, siendo subcampeona en el Abierto de Estados Unidos, y también fue semifinalista en las WTA Finals 2023. Tras su participación en el Abierto de Estados Unidos, ascendió al primer puesto del ranking mundial, posición que mantuvo durante ocho semanas. 
Actualmente ocupa el primer lugar en el ranking mundial. 
Es la octava mujer en alcanzar el número uno en individuales y dobles, siguiendo los pasos de grandes figuras del tenis como Arantxa Sánchez Vicario, Kim Clijsters, Lindsay Davenport, Martina Hingis, Martina Navrátilová, Serena Williams y Venus Williams.
Fue nombrada Campeona Mundial de 2023 por la ITF.

## Primeros años
Aryna Sabalenka nació en Minsk, la capital de Bielorrusia. Su padre, Sergey, fue un jugador de hockey sobre hielo que jugó hasta los 19 años, pero tras un accidente automovilístico, solo pudo continuar jugando a nivel amateur. Falleció en 2019 a la edad de 44 años. 
Sabalenka comenzó a practicar tenis a los seis años de manera fortuita. Según contó ella misma: “Un día, mi padre me llevaba a un lugar en el auto y en el camino vio canchas de tenis. Así que me llevó a las canchas. Realmente me gustó y lo disfruté, y así fue como empezó.”
A los 9 años, Sabalenka llegó a pensar que el tenis no era para ella, pero continuó entrenando para no decepcionar a sus padres. Comenzó a entrenar en la Academia Nacional de Tenis de Minsk cuando abrió en 2014. Un año después, en 2015, la Federación Bielorrusa de Tenis la persuadió a ella y a su equipo para que se enfocaran en participar en eventos profesionales de bajo nivel en lugar de torneos juveniles, a pesar de que aún estaba habilitada para competir en el circuito juvenil. Su madre se llama Yulia, y tiene una hermana menor, Antonina.

## Carrera

### 2012 - 2016: Inicios como profesional

#### 2012
Sabalenka debuta en el circuito de la ITF a los 14 años de edad en su ciudad natal en Minsk, donde no pudo ganar ningún partido en ambos cuadros del ITF de Minsk.

#### 2013
Al igual que la temporada pasada la bielorrusa, debuta en el ITF de Minsk en donde logra ganar un partido en la clasificación quedándose a puertas de lograr el pase al cuadro principal, cayendo en la última ronda de la clasificación.

#### 2014
Para la temporada 2014, Aryna disputa 4 torneos ITF, siendo 3 de ellos realizados en Minsk, donde estuvo muy cerca de superar la clasificación en uno de ellos y cayendo en su debut en los otros dos, sin embargo accede por primera vez a un cuadro principal, partiendo desde la clasificación en Antalya.

#### 2015
En la temporada 2015 Sabalenka se alzaría como campeona en 4 torneos ITF durante todo el año, consiguiendo el triunfo en 3 de ellos en la modalidad de individuales, mientras que ganaría un título en la modalidad del dobles, además que alcanzaría la definición en otros dos torneos más tanto en individuales como en dobles. Estos títulos la llevarían a acabar por primera vez entre las primeras 300 del Ranking de la WTA.

#### 2016
Sabalenka levantaría sus dos títulos más importantes de la categoría ITF en las ciudades asiáticas de Tianjin y en Toyota, además que disputaría por primera vez la clasificación al acceso de un cuadro WTA en la ciudad de Rabat asimismo disputaría por primera vez su acceso al cuadro principal en un Grand Slam en el US Open quedando eliminada en la segunda ronda de la clasificación; acabando el año en el n.º 135 de la WTA, a puertas de acceder por primera vez al Top-100.

### 2017: Ingreso al Top 100

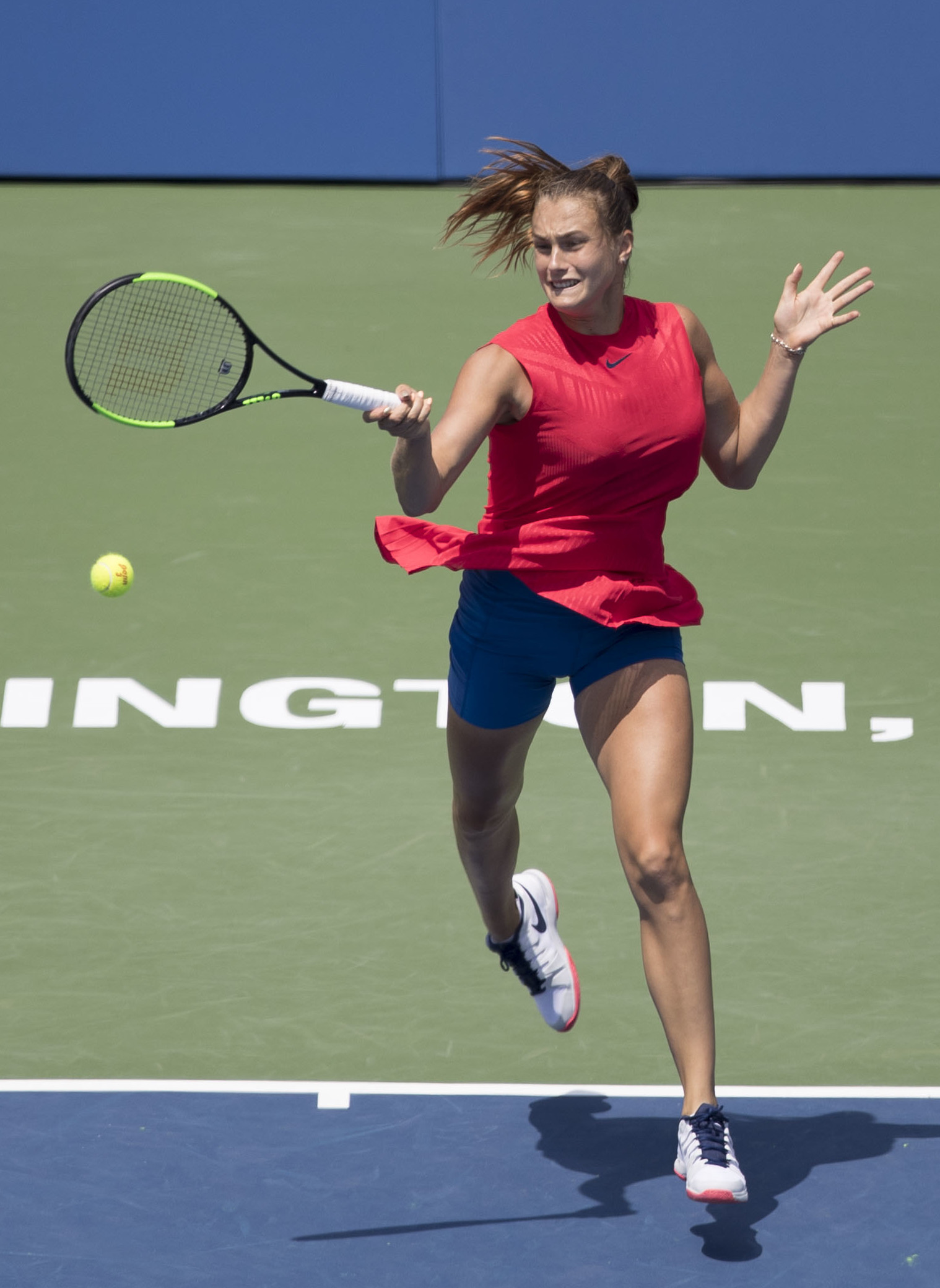
Sabalenka en el Citi Open

A pesar de conseguir victorias muy buenas en la Fed Cup, Sabalenka tuvo un inicio de temporada algo discreto. Clasificó por primera a su primer cuadro principal de la WTA en febrero en el Dubai Tennis Championships; sin embargo, no conseguiría ninguna victoria en los torneos WTA hasta el  Campeonato de Wimbledon en julio. En su debut en los Grand Slam, alcanzaría el cuadro principal a través de la clasificación y vencería a la rusa Irina Khromacheva en la primera ronda. Sabalenka continuó con su estado de forma con una victoria en el Torneo de Washington sobre la n.º 34 del ranking, Lauren Davis, la finalista de la edición pasada y la jugadora con el ranking más elevado que a derrotado a la fecha.
Después de perder en la clasificación al US Open, Sabalenka alcanzaría su primera semifinal de la WTA en Tashkent, derrotando a la tercera sembrada y n.º 53, Tatjana Maria, en rumbo a ser de las mejores 4 del torneo. Unas pocas semanas después, ingresaría al Tianjin Open como la 119 del mundo, pero se las ingenió para llegar a su primera definición de un torneo WTA. Ahí enfrentaría a su ídolo de la niñez, María Sharápova, pero caería a en dos disputadisimos sets. Con esta actuación, alcanzaría el n.º 76 en el ranking de la WTA, ingresando al Top-100 por primera vez en su carrera. Después de perder la final de la Fed Cup muy disputada frente a los Estados Unidos, Sabalenka cerraría la temporada ganando el título más importante de su carrera a la fecha en Mumbai, un torneo WTA 125. Este título la posicioné en el n.º 78 de la WTA al finalizar el año.
Sabalenka cerraría el año como la n.º 78 del mundo, alcanzando entrar el top-80 de la clasificación de la WTA.

#### Torneos disputados
| N.º | Fecha                    | Torneo                                   | Ubicación        | Categoría             | Superficie    | Ronda |
| --- | ------------------------ | ---------------------------------------- | ---------------- | --------------------- | ------------- | ----- |
| 1.  | 16 de enero de 2017      | Australian Open                          | Melbourne        | Grand Slam            | Dura          | Q-R2  |
| 2.  | 30 de enero de 2017      | St. Petersburg Ladies Trophy             | San Petersburgo  | WTA Premier           | Dura (i)      | Q-R1  |
| 3.  | 19 de febrero de 2017    | Dubai Tennis Championships               | Dubái            | WTA Premier 5         | Dura          | R1    |
| 4.  | 27 de febrero de 2017    | Alya Malaysian Open                      | Kuala Lumpur     | WTA International     | Dura          | Q-R1  |
| 5.  | 6 de marzo de 2017       | Zhuhai Open                              | Zhuhai           | ITF $60 000,00        | Dura          | R1    |
| 6.  | 13 de marzo de 2017      | Pingshan Open                            | Shenzhen         | ITF $60 000,00        | Dura          | F     |
| 7.  | 10 de abril de 2017      | Ladies Open Biel Bienne                  | Biel             | WTA International     | Dura (i)      | Q-R2  |
| 8.  | 1 de mayo de 2017        | Grand Prix SAR La Princesse Lalla Meryem | Rabat            | WTA International     | Tierra Batida | Q-R1  |
| 9.  | 8 de mayo de 2017        | Open de Cagnes-sur-Mer Alpes-Maritimes   | Cagnes-sur-Mer   | ITF $100 000,00       | Tierra Batida | R1    |
| 10. | 15 de mayo de 2017       | Engie Open Saint-Gaudens Occitanie       | Saint-Gaudens    | ITF $60 000,00        | Tierra Batida | CF    |
| 11. | 28 de mayo de 2017       | Roland Garros                            | París            | Grand Slam            | Tierra Batida | Q-R1  |
| 12. | 12 de junio de 2017      | Aegon Manchester Trophy                  | Mánchester       | ITF $100 000,00       | Césped        | SF    |
| 13. | 19 de junio de 2017      | Aegon Ilkley Trophy                      | Ilkley           | ITF $100 000,00       | Césped        | R1    |
| 14. | 03 de julio de 2017      | Wimbledon Championships                  | Londres          | Grand Slam            | Césped        | R2    |
| 15. | 31 de julio de 2017      | Citi Open                                | Washington D. C. | WTA International     | Dura          | R2    |
| 16. | 14 de agosto de 2017     | Western & Southern Open                  | Cincinnati       | WTA Premier 5         | Dura          | Q-R2  |
| 17. | 28 de agosto de 2017     | US Open                                  | New York         | Grand Slam            | Dura          | Q-R1  |
| 18. | 18 de septiembre de 2017 | Neva Cup                                 | San Petersburgo  | ITF $100 000,00       | Dura (i)      | CF    |
| 19. | 25 de septiembre de 2017 | Tashkent Open                            | Taskent          | WTA International     | Dura          | SF    |
| 20. | 30 de septiembre de 2017 | China Open                               | Pekín            | WTA Premier Mandatory | Dura          | Q-R1  |
| 21. | 9 de octubre de 2017     | Tianjin Open                             | Tianjin          | WTA International     | Dura          | F     |
| 22. | 13 de noviembre de 2017  | OEC Taipei Ladies Open                   | Taipéi           | WTA 125               | Carpeta (i)   | R2    |
| 23. | 20 de noviembre de 2017  | Mumbai Open                              | Mumbai           | WTA 125               | Dura          | G     |

### 2018: Novata del año, Título Premier 5
Prácticamente después de jugar muy pocos eventos WTA el año pasado, Sabalenka usó su ranking mucho más elevado para poder disputar exclusivamente eventos en el WTA Tour 2018. Llegaría a disputar dos cuartos de final al iniciar el año, pero caería derrotada en su debut en el Australian Open ante la mejor australiana del momento y n.º 18 del mundo, Ashleigh Barty. Sabalenka ganaría sus primeros partidos en un evento Premier con una aparición en la tercera ronda del BNP Paribas Open antes que la temporada de pistas duras llegue a su fin, incluida una victoria sobre la n.º 19 del mundo, Svetlana Kuznetsova.

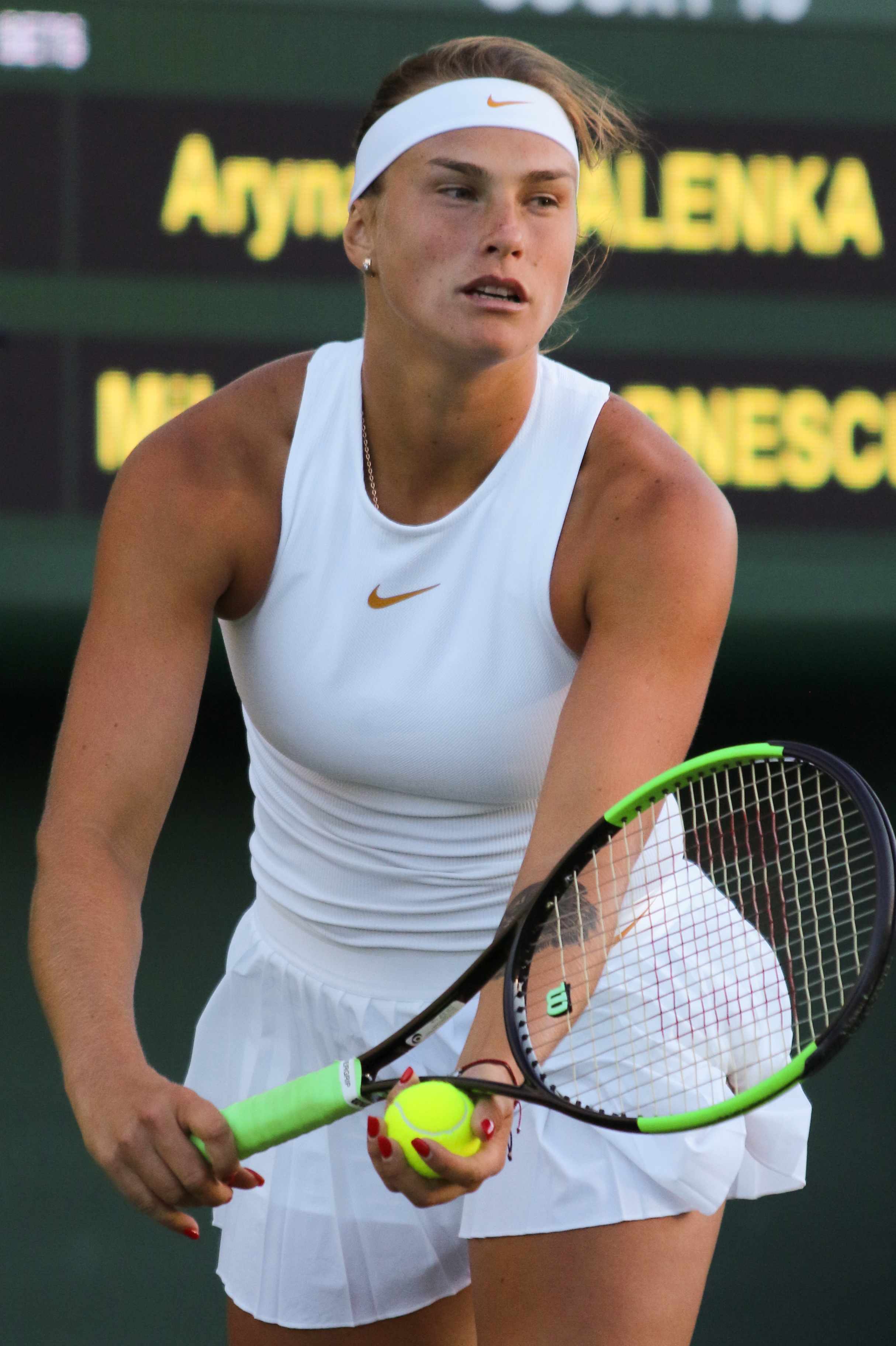
Sabalenka al servicio en Wimbledon, frente a la rumana Monica Niculescu, por la primera ronda.

Sabalenka inició la gira europea de tierra batida al llegara  la segunda final de su aun joven carrera en el Ladies Open Lugano, donde caería derrotada en la final a manos de la belga n.º 20 del mundo, Elise Mertens. Este hecho la colocaría por primera vez en el top-50 de la WTA. Sin embargo, Aryna no ganaría un solo partido por el resto de la gira europea de polvo de ladrillo; incluida su derrota en la primera ronda de Roland Garros ante la n.º 22 Kiki Bertens. Sabalenka consiguió muy buenos resultados en césped, jugando a un alto nivel durante las tres semanas previas a Wimbledon. Llegó a los cuartos de final en el Rosmalen Grass Court Championships y alcanzaría otra final esta vez a nivel Premier en el Eastbourne International. En este último evento, ganaría cinco partidos consecutivos disputados a tres sets, incluidas tres victorias sobre oponentes ubicadas en el Top-20 del ranking de la WTA y su primera victoria sobre una top-ten frente a la campeona defensora y actual n.º 7 del mundo Karolína Plíšková. Sabalenka perdería en la final ante la actual campeona del Abierto de Australia y n.º 2 del mundo Caroline Wozniacki. Por tercer Grand Slam consecutivo, Sabalenka caería eliminada en la primera ronda esta vez en Wimbledon.
Durante la temporada de pistas duras de verano norteamericano, Sabalenka ascendería impetuosamente en el ranking de la WTA. En los dos eventos Premier 5 alcanzaría actuaciones destacadas, Sabalenka alcanzaría la tercera ronda en la Rogers Cup y las semifinales en el Masters de Cincinnati. En Montreal, cobraría venganza tras caer derrotada anteriormente ante la  No. 2, del mundo Wozniacki, para conseguir la mejor citoria de su carrera hasta el momento, consiguiendo 64 tiros ganadores durante el partido. Po su parte en Cincinnati, consiguió dos victorias más frente a rivales top-10, una sobre la n.º 8 Plíšková y la otra ante la n.º 5 del mundo Caroline García antes de caer derrotada frente a la n.º 1 del mundo, la rumana Simona Halep. Justo una semana después, Sabalenka ganaría su primer título WTA, en el evento de categoría Premier disputado en New Haven, el Connecticut Open presented by United Technologies con victorias incluidas sobre la n.º 9 del mundo, Julia Görges en semifinales, y sobre la española Carla Suárez Navarro en la final. Jugando por cuarta semana consecutiva, Sabalenka cerraría esta parte de la temporada con su mejor resultado en un torneo de Grand Slam a la fecha, alcanzaría la cuarta ronda del US Open. En su travesía, derrotó a la n.º 5, Petra Kvitová en tercera ronda antes de ser eliminada por la eventual campeona, Naomi Osaka. Sabalenka fue la única jugadora que le arrebató un set en el todo el torneo a Osaka.
Tras el US Open, Sabalenka ingresaría como la sembrada n.º 1 al Coupe Banque Nationale pero sería eliminada en su debut. Sin embargo, en su siguiente evento levantaría el título en el Premier 5 de  Wuhan, el más importante de su carrera. Durante el evento, Aryna vencería a la n.º 6 del mundo Elina Svitolina en la segunda ronda y no perdería ningún set en los últimos 4 partidos. La siguiente semana, Aryna alcanzaría los cuartos de final en el China Open, una travesía que incluyó una victoria sobre la francesa, campeona defensora y n.º 4 del mundo, Caroline García, logrando su octava victoria sobre una top-10 de la temporada. Estos resultados por el país asiático impulsaron una subida significativa en su ranking permitiéndole tocar el n.º 11 del mundo. Al final de la temporada, Sabalenka clasificó para el WTA Elite Trophy, donde fue agrupada junto a Caroline García y Ashleigh Barty. Sabalenka derrotaría a Barty para abrir las contiendas del grupo, pero sería derrotada por García en el último partido del grupo. Barty, avanzó en el grupo tras vencer a García con una menor cantidad de juegos cedidos que Sabalenka según el criterio de desempate, acabando con la temporada de la bielorrusa. Sin embargo, Aryna fue nombrada como la Novata del año de la WTA por su excelente performance en su primer año disputando exclusivamente eventos WTA.

#### Torneos disputados
| N.º | Fecha                    | Torneo                                            | Ubicación    | Categoría             | Superficie    | Ronda |
| --- | ------------------------ | ------------------------------------------------- | ------------ | --------------------- | ------------- | ----- |
| 1.  | 1 de enero de 2018       | Shenzhen Open                                     | Shenzhen     | WTA International     | Dura          | CF    |
| 2.  | 7 de enero de 2018       | Hobart International                              | Hobart       | WTA International     | Dura          | CF    |
| 3.  | 15 de enero de 2018      | Australian Open                                   | Melbourne    | Grand Slam            | Dura          | R1    |
| 4.  | 19 de febrero de 2018    | Dubai Tennis Championships                        | Dubái        | WTA Premier           | Dura          | Q-R3  |
| 5.  | 7 de marzo de 2018       | BNP Paribas Open                                  | Indian Wells | WTA Premier Mandatory | Dura          | R3    |
| 6.  | 20 de marzo de 2018      | Miami Open presented by Itaú                      | Miami        | WTA Premier Mandatory | Dura          | R2    |
| 7.  | 9 de abril de 2018       | Ladies Open Lugano                                | Lugano       | WTA International     | Tierra Batida | F     |
| 8.  | 23 de abril de 2018      | TEB BNP Paribas İstanbul Cup                      | Estambul     | WTA International     | Tierra Batida | R1    |
| 9.  | 5 de mayo de 2018        | Mutua Madrid Open                                 | Madrid       | WTA Premier Mandatory | Tierra Batida | R1    |
| 10. | 14 de mayo de 2018       | Internazionali BNL d'Italia                       | Roma         | WTA Premier 5         | Tierra Batida | R1    |
| 11. | 27 de mayo de 2018       | Roland Garros                                     | París        | Grand Slam            | Tierra Batida | R1    |
| 12. | 11 de junio de 2018      | Libéma Open                                       | Bolduque     | WTA International     | Césped        | CF    |
| 13. | 18 de junio de 2018      | Mallorca Open                                     | Mallorca     | WTA International     | Césped        | R1    |
| 14. | 24 de junio de 2018      | Nature Valley International Eastbourne            | Eastbourne   | WTA Premier           | Césped        | F     |
| 15. | 02 de julio de 2018      | Wimbledon Championships                           | Londres      | Grand Slam            | Césped        | R1    |
| 16. | 30 de julio de 2018      | Mubadala Silicon Valley Classic                   | San José     | WTA Premier           | Dura          | Q-R1  |
| 17. | 6 de agosto de 2018      | Rogers Cup presented by National Bank             | Montreal     | WTA Premier 5         | Dura          | R3    |
| 18. | 13 de agosto de 2018     | Western & Southern Open                           | Cincinnati   | WTA Premier 5         | Dura          | SF    |
| 19. | 19 de agosto de 2018     | Connecticut Open presented by United Technologies | New Haven    | WTA Premier           | Dura          | G     |
| 20. | 27 de agosto de 2018     | US Open                                           | New York     | Grand Slam            | Dura          | R4    |
| 21. | 10 de septiembre de 2018 | Coupe Banque Nationale                            | Quebec       | WTA International     | Carpeta (i)   | R1    |
| 22. | 23 de septiembre de 2018 | Dongfeng Motor Wuhan Open                         | Wuhan        | WTA Premier 5         | Dura          | G     |
| 23. | 29 de septiembre de 2018 | China Open                                        | Pekín        | WTA Premier Mandatory | Dura          | CF    |
| 24. | 8 de octubre de 2018     | Tianjin Open                                      | Tianjin      | WTA International     | Dura          | CF    |
| 25. | 30 de octubre de 2018    | WTA Elite Trophy                                  | Zhuhai       | WTA Elite Trophy      | Dura          | RR    |

### 2019: Éxito en Individuales y Dobles

#### Individuales: 3 títulos, Elite Trophy, Wuhan

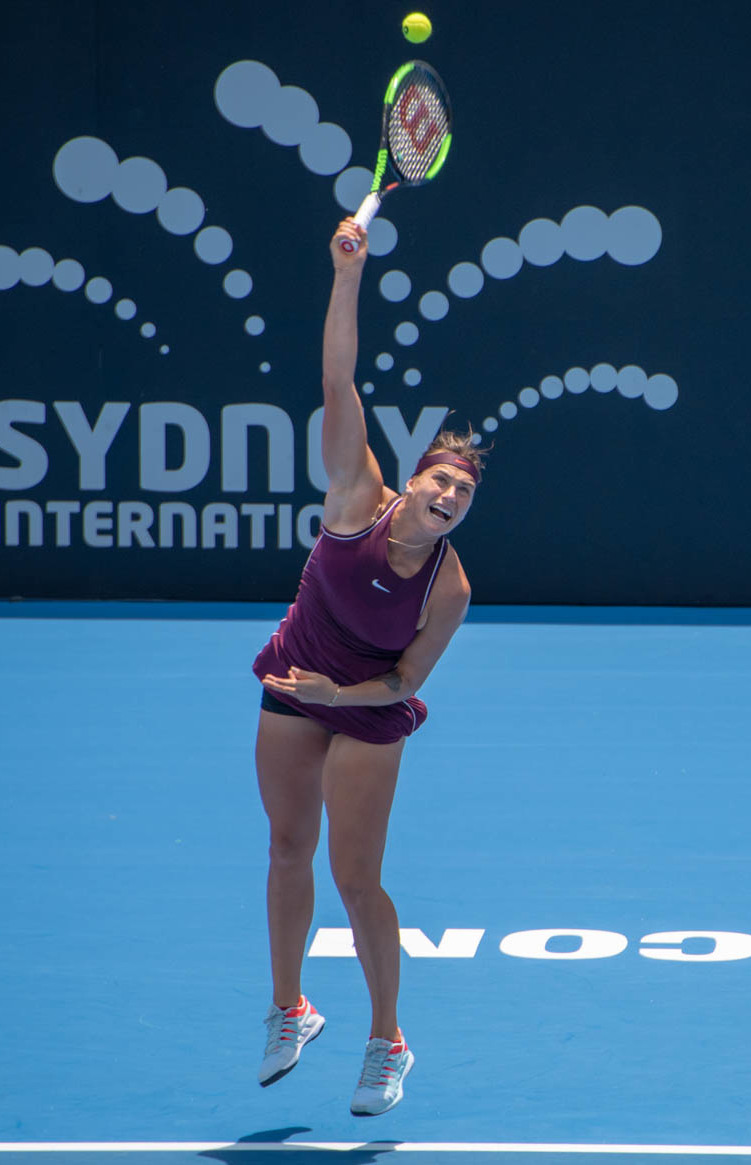
Sabalenka al servicio durante su duelo de primera ronda en Sídney.

Aunque Sabalenka volvió a tener problemas en los torneos de Grand Slam, acabaría el año con el mismo ranking que el del año pasado al conseguir levantar 3 títulos, todos en China. Inició la temporada ganando su tercer título WTA de su carrera, en el Shenzhen Open, venciendo en la final a la americana Alison Riske en tres ajustados sets. Debido a los retrasos ocasionados por la lluvia en las primeras rondas del evento chino, Aryna tuvo que disputar las semifinales y la final en el último día del torneo. Sin embargo, Sabalenka no podría mantener este buen inicio de temporada durante la primera mitad de la temporada. Sabalenka sería eliminada por la adolescente de  17 años, Amanda Anisimova en sets seguidos tanto en el Australian Open como en Roland Garros en la tercera y segunda ronda, respectivamente. Aryna estaba considerada como una de las 3 principales candidatas a hacerse con el título en el Australian Open. A pesar de lo sucedido en Australia, Sabalenka haría su debut en el top-10 en su siguiente evento. A Sabalenka le fue peor en Wimbledon, perdiendo en su debut ante la n.º 139 del mundo, Magdaléna Rybáriková. Apartando los torneos de Grand Slam, el mejor resultado de Aryna fue alcanzar las semifinales en el St. Petersburg Trophy en febrero. También alcanzó la cuarta ronda en Indian Wells. El mejor resultado de Sabalenka sobre polvo de ladrillo fueron las semifinales logradas en el Internationaux de Strasbourg en mayo previo al Grand Slam francés.

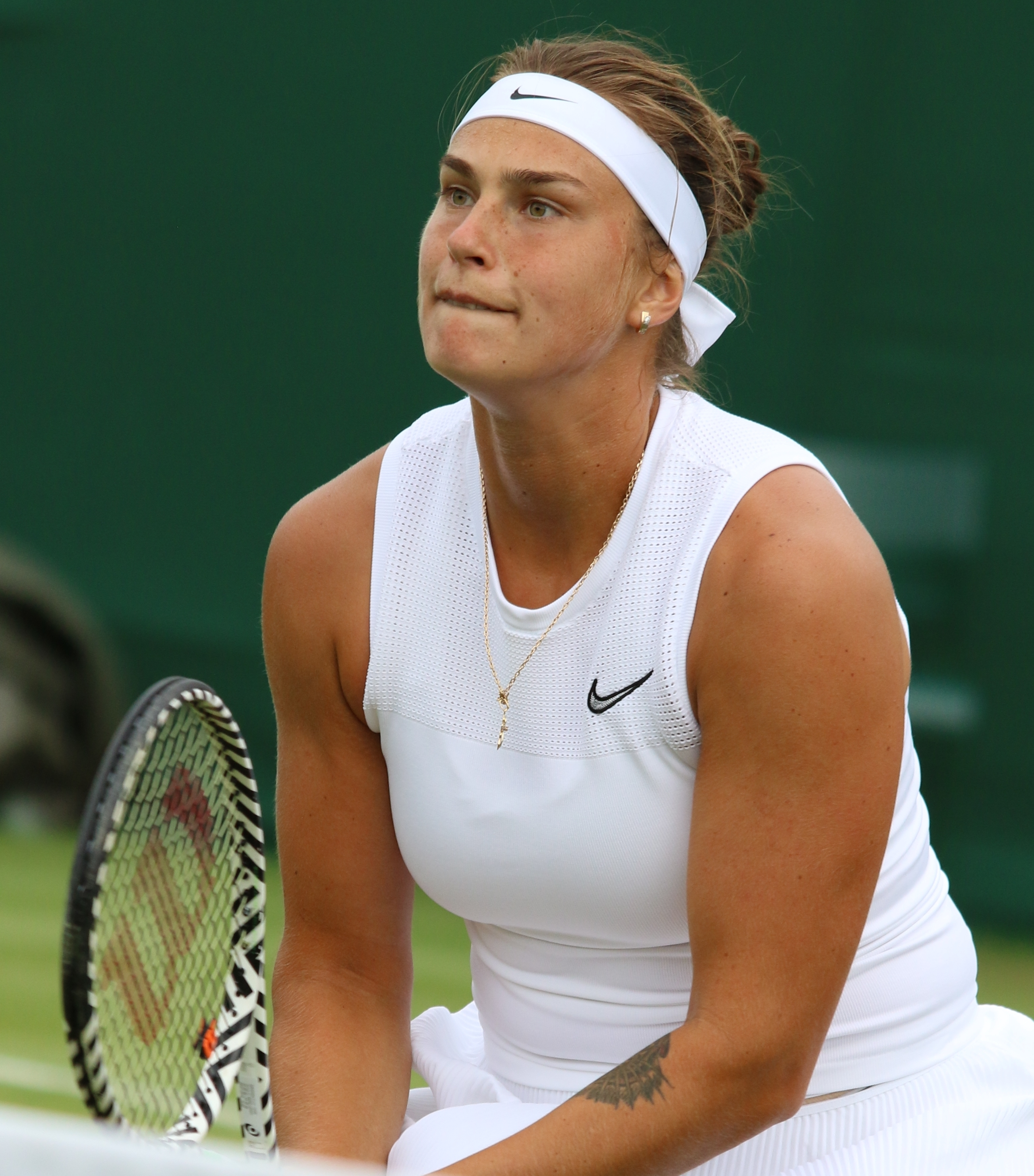
Sabalenka durante su duelo de primera ronda en Wimbledon.

Sabalenka tuvo una mejor segunda parte de la temporada. En su primer torneo tras Wimbledon, llegaría a la final, cayendo ante la china Zheng Saisai en San José. No le fue bien en los torneos Premier 5 en agosto o en el US Open, perdiendo en la segunda ronda del último Grand Slam del año. Sabalenka regresa a China tras el US Open, y conseguiría 3 buenos resultados en 4 eventos disputados. Tras llegar a los cuartos de final del Zhengzhou Open, defendería exitosamente su título en el Premier 5 de Wuhan. Durante el torneo, vencería a la n.º 8 del mundo, Kiki Bertens en la tercera ronda y a la n.º 1 del mundo Ashleigh Barty en las semifinales, logrando su primera victoria sobre la actual líder del circuito. En la final vence nuevamente a Alison Riske. Al final de la temporada, Sabalenka lograría clasificar y disputar el WTA Elite Trophy por segundo año consecutivo. Arrasaría en su grupo al vencer a la griega Maria Sakkari y a su compañera de dobles Elise Mertens. En las rondas eliminatorias, Sabalenka derrotó a Karolína Muchová en semifinales y a Bertens para alzar el quinto título de su carrera, y el tercero del año en China.

#### Dobles: Título en el US Open, Doblete Indian Wells - Miami
Sabalenka inició el año en el n.º 73  en el raking de dobles. Iniciaría su unión junto a Elise Mertens en enero, la dupla caería eliminada por las checas y primeras sembradas Barbora Krejčíková y Kateřina Siniaková en la tercera ronda del Australian Open. La pareja consiguió su  primer gran logro en el mes de marzo en los torneos WTA Premier Mandatory. En solo su segundo torneo juntas, Sabalenka y Mertens ganaron el BNP Paribas Open. Vencieron a tres de las cinco primeras sembradas del evento, incluyendo a las segundas cabezas de serie Timea Babos y Kristina Mladenovic en la primera ronda y a las máximas favoritas Krejčíková y Siniaková en la final. La pareja consigue su segundo éxito en su siguiente evento en el Miami Open para lograr el doblete conocido como el Sunshine Double. Ellas vencieron a tres de las seis primeras cabezas de serie, incluyendo a las terceras sembradas, Hsieh Su-wei y Barbora Strýcová en la segunda ronda. La dupla vence en la final a la pareja conformada por Samantha Stosur y Zhang Shuai. Con estos dos títulos, Sabalenka alcanzaría el n.º 21 en el ranking de dobles.

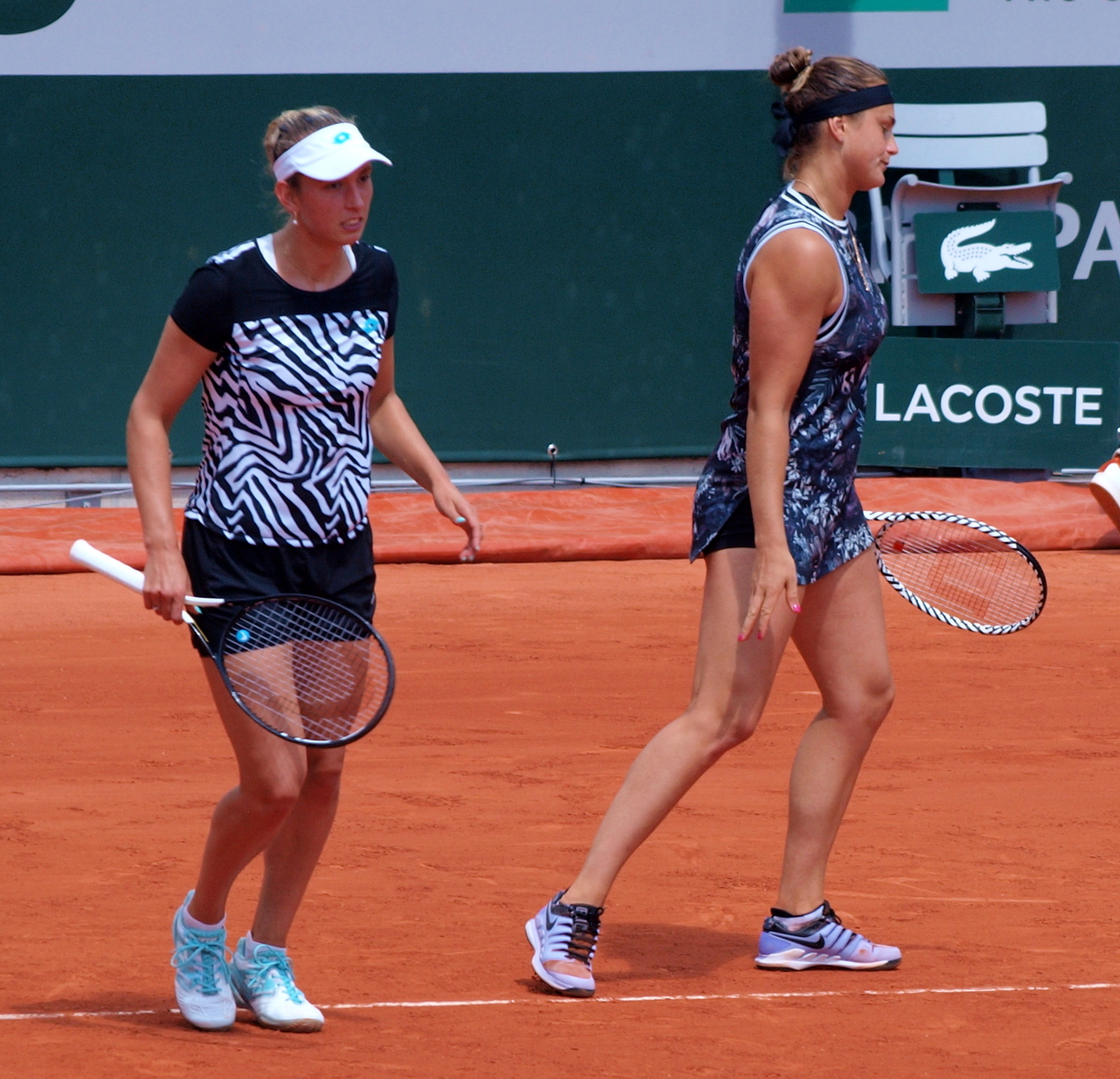
Mertens y Sabalenka en medio de su duelo de cuartos de final en Roland Garros.

Sabalenka y Mertens continuaron juntas durante todo el año, compitieron juntas en once eventos hasta el campeonato de fin de año. Sabalenka no consiguió buenos resultados en los Grand Slam en la rama de individuales, sin embargo en el dobles fue todo lo opuesto consiguiendo resultados increíbles. Sabalenka y Mertens alcanzaron las semifinales de Roland Garros, perdiendo ante las segundas favoritas Babos y Mladenovic. Además alcanzaron los cuartos de final en Wimbledon, perdiendo ante las terceras cabezas de serie, Hsieh y Strýcová. Estos resultados fueron apenas sus dos primeras apariciones en cuartos de final en torneos de Grand Slam. Sabalenka y Mertens consiguieron su más grande triunfo al proclamarse campeonas del US Open. Ingresaron al torneo como la cuarta mejor pareja en el sembrio, alcanzaron la final sin jugar frente a ninguna otra pareja de las mejores 10. En la final, enfrentaron a la octava mejor pareja conformada por Victoria Azarenka y Ashleigh Barty, la australiana era la última campeona defensora del evento, en aquella ocasión ganó el título junto a Coco Vandeweghe. Sabalenka y Mertens vencieron a Azarenka y Barty en sets seguidos para que ambas consigan su primer título de Grand Slam en cualquier modalidad. Con este título, Sabalenka haría también su debut en el top-10 del ranking WTA del dobles, en el n.º 6 del Mundo.
Sabalenka y Mertens llegaron a una nueva final más antes de que acabase el año y quedaron subcampeonas en el Wuhan Open, lugar donde Sabalenka consiguió el título en individuales. Sus tres grandes títulos conseguidos las ayudaron a  ganar la carrera a Shenzhen y clasificar al WTA Finals como las primeras sembradas. Antes del evento, Sabalenka y Mertens ascendieron al n.º 2 y n.º 3 en el ranking del dobles de la WTA, respectivamente, quedando solo por detrás de la checa n.º 1 del mundo, Barbora Strýcová. En las finales de la WTA, la pareja compartió grupo junto a la tercera mejor pareja, Babos y Mladenovic, las quintas sembradas, Chan Hao-ching y Latisha Chan, así como la octava dupla conformada por Anna-Lena Grönefeld y Demi Schuurs. En su debut en el evento, fueron derrotadas por Grönefeld y Schuurs en el supertiebreak. Después de vencer a las hermanas Chan, Sabalenka y Mertens perdieron frente a Babos y Mladenovic nuevamente en otro supertiebreak. No consiguieron avanzar a las semifinales.

#### Torneos disputados
| N.º | Fecha                    | Torneo                                 | Ubicación       | Categoría             | Superficie        | Ronda |
| --- | ------------------------ | -------------------------------------- | --------------- | --------------------- | ----------------- | ----- |
| 1.  | 30 de diciembre de 2018  | Shenzhen Open                          | Shenzhen        | WTA International     | Dura              | G     |
| 2.  | 7 de enero de 2019       | Sydney International                   | Sídney          | WTA Premier           | Dura              | R1    |
| 3.  | 14 de enero de 2019      | Australian Open                        | Melbourne       | Grand Slam            | Dura              | R3    |
| 4.  | 28 de enero de 2019      | St. Petersburg Ladies' Trophy          | San Petersburgo | WTA Premier           | Dura              | SF    |
| 5.  | 17 de febrero de 2019    | Dubai Tennis Championships             | Dubái           | WTA Premier           | Dura              | R3    |
| 6.  | 6 de marzo de 2019       | BNP Paribas Open                       | Indian Wells    | WTA Premier Mandatory | Dura              | R4    |
| 7.  | 19 de marzo de 2019      | Miami Open presented by Itau           | Miami           | WTA Premier Mandatory | Dura              | R2    |
| 8.  | 1 de abril de 2019       | Volvo Car Open                         | Charleston      | WTA Premier           | Tierra Batida (v) | R3    |
| 9.  | 4 de mayo de 2019        | Mutua Madrid Open                      | Madrid          | WTA Premier Mandatory | Tierra Batida     | R1    |
| 10. | 13 de mayo de 2019       | Internazionali BNL d'Italia            | Roma            | WTA Premier 5         | Tierra Batida     | R1    |
| 11. | 19 de mayo de 2019       | Internationaux de Strasbourg           | Estrasburgo     | WTA International     | Tierra Batida     | SF    |
| 12. | 26 de mayo de 2019       | Roland Garros                          | París           | Grand Slam            | Tierra Batida     | R2    |
| 13. | 16 de junio de 2019      | Libéma Open                            | Bolduque        | WTA International     | Césped            | R1    |
| 14. | 17 de junio de 2019      | Nature Valley Classic Birmingham       | Birmingham      | WTA Premier           | Césped            | R1    |
| 15. | 23 de junio de 2019      | Nature Valley International Eastbourne | Eastbourne      | WTA Premier           | Césped            | CF    |
| 16. | 01 de julio de 2019      | Wimbledon Chapionships                 | Londres         | Grand Slam            | Césped            | R1    |
| 17. | 29 de julio de 2019      | Mubadala Silicon Valley Classic        | San José        | WTA Premier           | Dura              | F     |
| 18. | 5 de agosto de 2019      | Rogers Cup presented by National Bank  | Toronto         | WTA Premier 5         | Dura              | R1    |
| 19. | 12 de agosto de 2019     | Western & Southern Open                | Cincinnati      | WTA Premier 5         | Dura              | R3    |
| 20. | 26 de agosto de 2019     | US Open                                | New York        | Grand Slam            | Dura              | R2    |
| 21. | 9 de septiembre de 2019  | Zhengzhou Open                         | Zhengzhou       | WTA Premier           | Dura              | CF    |
| 22. | 22 de septiembre de 2019 | Dongfeng Motor Wuhan Open              | Wuhan           | WTA Premier 5         | Dura              | G     |
| 23. | 29 de septiembre de 2019 | China Open                             | Pekín           | WTA Premier Mandatory | Dura              | R2    |
| 24. | 22 de octubre de 2019    | Hengqin Life WTA Elite Trophy          | Zhuhai          | WTA Elite Trophy      | Dura              | G     |

### 2020: 3 Títulos WTA, Acabar el año en el Top-10

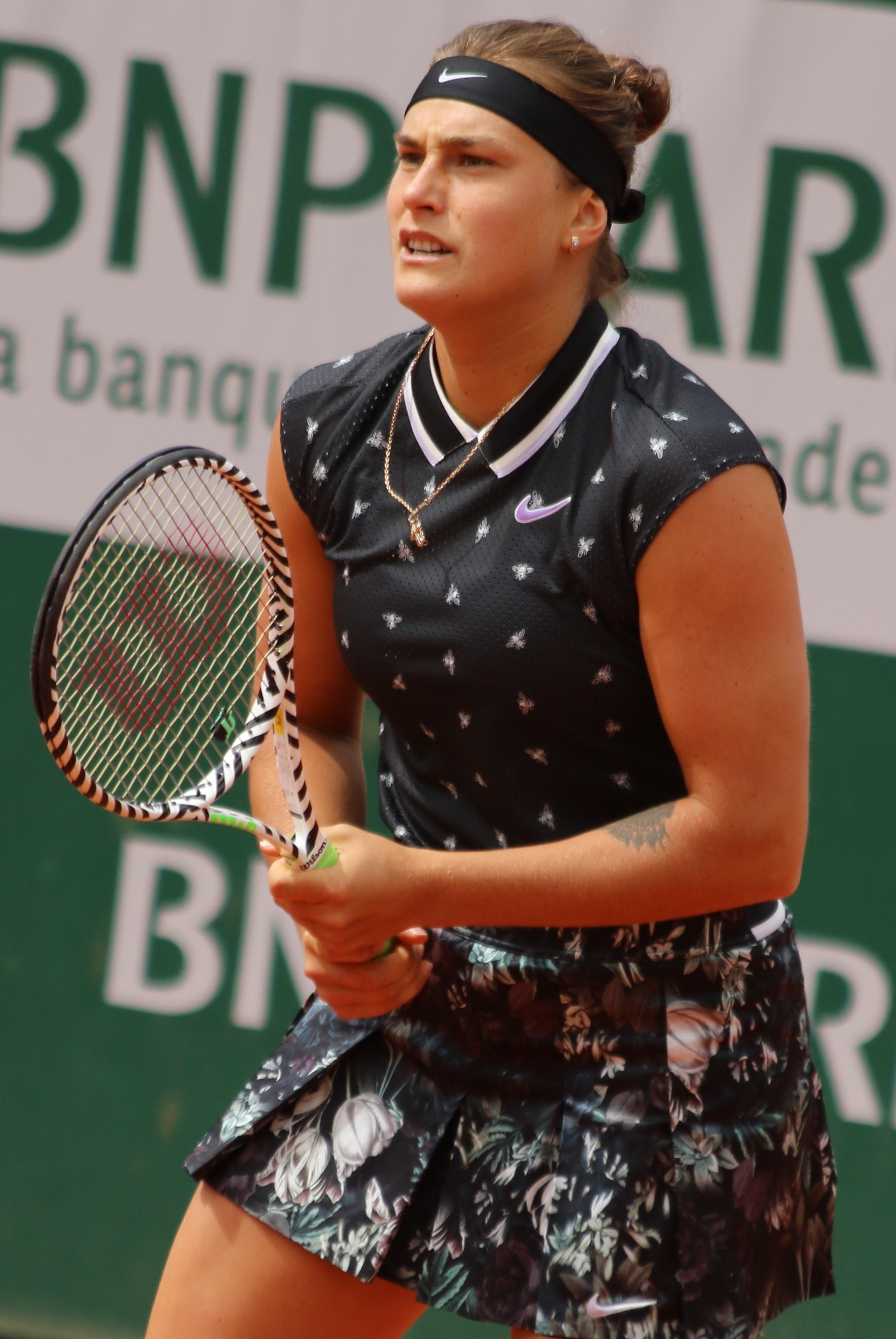
Sabalenka en medio de su participación en Roland Garros.

Sabalenka continuó con su buen estados de forma al llegar a las semifinales en Adelaida. Aryna regresaría de un set abajo ante Hsieh Su-Wei antes de batir a Bernarda Pera y vencer a la segunda sembrada Simona Halep, a la cual nunca le había ganado un set antes, derrotandola en sets seguidos. Sabalenka caería eliminada en dos sets ante la eventual finalista Dayana Yastremska. Tras su excelente inicio de temporada, Sabalenka fue eliminada en su debut en el Australian Open en dos tiebreaks por la española Carla Suárez Navarro. Aryna conseguiría resultados moderados en el dobles junto a Mertens al llegar a los cuartos de final del primer Grand Slam del año, antes de perder ante las hermanas Chan. Sabalenka disputaría a continuación el Dubai Tennis Championships, donde alcanzó los cuartos de final logrando victorias sobre la griega Maria Sakkari y su compañera de dobles, Elise Mertens. Ahí enfrentó a la rumana Simona Halep. A pesar de conseguir ganar el primer set, no volvería a repetir el mismo resultado que en Adelaida, al caer en tres disputados sets, frente la eventual campeona. Debutaría en el Qatar Open, llegando a la final del evento, con victorias incluidas sobre Anett Kontaveit, Maria Sakkari, Zheng Saisai y Svetlana Kuznetsova. En la gran final, Sabalenka derrotaría a la doble campeona de Wimbledon y ex-No. 2 del mundo, la checa Petra Kvitová en sets seguidos, para levantar su tercer título Premier-5. Tras el regreso a la acción del tenis en el mes de agosto a causa de la Pandemia de COVID-19, entró como la segunda sembrada en Lexington, donde sobrevivió a un duelo muy disputado frente a Madison Brengle en tres sets, pero caería eliminada en la siguiente ronda en tres duros sets frente a la sensación americana de 16 años, Coco Gauff. Sus siguientes resultados en el tour fueron decepcionantes, al caer en la tercera ronda de Cincinnati y la segunda en New York ante Jessica Pegula y una resurgente Victoria Azarenka. En el dobles, alcanzó los cuartos de final en ambos eventos. Sus actuacciones en tierra batida comenzaron a mejorar al alcanzar las semifinales en Estrasburgo y la tercera ronda en Roland Garros al perder ante Elina Svitolina y Ons Jabeur, respectivamente. Esa fue la última derrota de Sabalenka en la temporada. En Ostrava, Aryna volvería de un déficit de un set abajo para vengar su derrota en Lexington, frente a Gauff, además perdería los 10 primeros juegos en su duelo de cuartos de final ante la española Sara Sorribes Tormo antes de ganar los siguientes doce juegos para ganar el partido. En la final, Sabalenka conseguiría su revancha tras su derrota en el US Open al vencer a su compatriota Victoria Azarenka en sets seguidos. Sabalenka ganaría su siguiente torneo en Linz al vencer en la gran final a Elise Mertens. Estos resultados permiten que Sabalenka acabe el año en el top-10 del ranking de la WTA, por primera vez en su carrera.

#### Torneos disputados
| N.º | Fecha                    | Torneo                               | Ubicación   | Categoría         | Superficie    | Ronda |
| --- | ------------------------ | ------------------------------------ | ----------- | ----------------- | ------------- | ----- |
| 1.  | 5 de enero de 2020       | Shenzhen Open                        | Shenzhen    | WTA International | Dura          | R2    |
| 2.  | 13 de enero de 2020      | Adelaide International               | Adelaida    | WTA Premier       | Dura          | SF    |
| 3.  | 20 de enero de 2020      | Australian Open                      | Melbourne   | Grand Slam        | Dura          | R1    |
| 4.  | 17 de febrero de 2020    | Dubai Duty Free Tennis Championships | Dubái       | WTA Premier       | Dura          | CF    |
| 5.  | 23 de febrero de 2020    | Qatar Total Open                     | Doha        | WTA Premier 5     | Dura          | G     |
| 6.  | 10 de agosto de 2020     | Top Seed Open                        | Lexington   | WTA International | Dura          | R2    |
| 7.  | 21 de agosto de 2020     | Western & Southern Open              | New York    | WTA Premier 5     | Dura          | R3    |
| 8.  | 31 de agosto de 2020     | US Open                              | New York    | Grand Slam        | Dura          | R2    |
| 9.  | 20 de septiembre de 2020 | Internationaux de Strasbourg         | Estrasburgo | WTA International | Tierra Batida | SF    |
| 10. | 27 de septiembre de 2020 | Roland Garros                        | París       | Grand Slam        | Tierra Batida | R3    |
| 11. | 19 de octubre de 2020    | J&T Banka Ostrava Open               | Ostrava     | WTA Premier       | Dura (i)      | G     |
| 12. | 9 de noviembre de 2020   | Upper Austria Ladies Linz            | Linz        | WTA International | Dura (i)      | G     |

### 2021: n.º 1 en Dobles, n.º 2 en Individuales, Semifinales en Wimbledon y el Us Open, Título en Madrid
Sabalenka comenzó la temporada 2021, con una racha de nueve victorias consecutivas logradas al final de la temporada pasada, Aryna participó en su primer evento WTA del año en el Abu Dhabi Women's Tennis Open ingresando como la cuarta cabeza de serie. Ahí ella derrotó a Polona Hercog en sets seguidos, volviendo de un 5-2 abajo en el primer set, posteriormente derrotó a Ajla Tomljanović y a la tunecina Ons Jabeur para llegar a los cuartos de final, también sin perder ningún set. Sabalenka venció a Elena Rybakina en los cuartos de final, ronda en donde cedió su primer set en el torneo, antes de vencer a la griega Maria Sakkari en sets seguidos. En la final, Sabalenka venció a la rusa Veronika Kudermetova en sets seguidos, perdiendo tan solo 4 juegos en total. El levantar el título en Abu Dhabi extendió su racha ganadora a 15 partidos sin conocer la derrota y la catapultó por primera vez al n.º 7 del ranking de la WTA.
Sabalenka se dirigió a disputar el Australian Open buscando alcanzar por primera vez los cuartos de final en individuales de un evento de Grand Slam. En la cuarta ronda fue derrotada por la 23 veces campeona de títulos de Grand Slam, la estadounidense Serena Williams en tres ajustadísimos sets. Sabalenka se proclamó campeona del Australian Open en la modalidad de dobles junto a su amiga Elise Mertens. Por conseguir el título, Aryna ascendió por primera vez al n.º 1 del mundo en dobles el 22 de febrero de 2021.

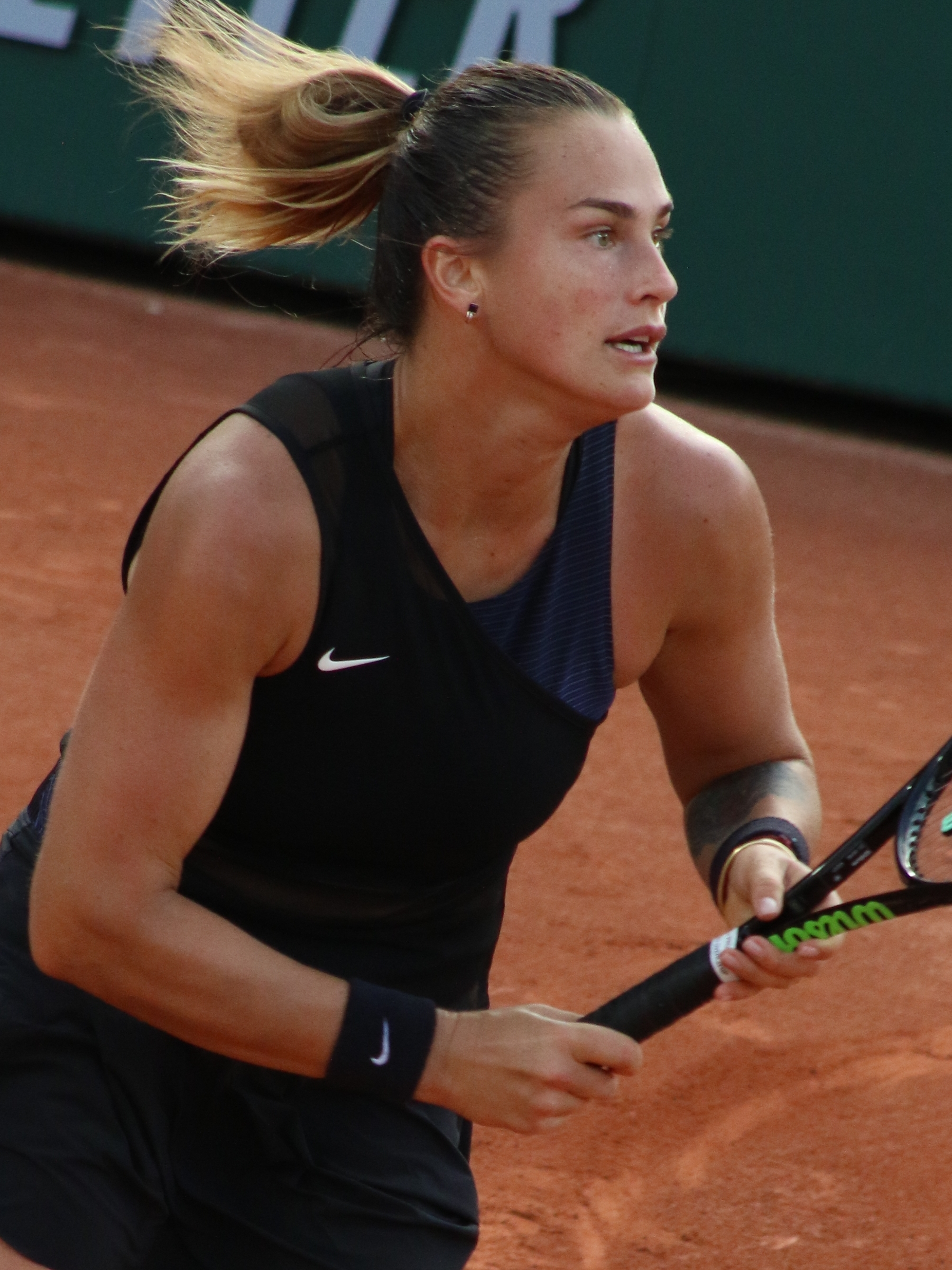
Sabalenka en uno de sus duelos en Roland Garros.

Aryna ingresó a disputar el Qatar Total Open en Doha, como la campeona defensora, y tras recibir una excepción a disputar la primera ronda, Sabalenka fue derrotada en su debut en la segunda ronda, ante la eventual finalista del evento, la española Garbiñe Muguruza en tres ajustados sets. En la disputa del Dubai Tennis Championships, su primer torneo tras alcanzar el n.º 1 del mundo en dobles, Sabalenka y Mertens recibieron una excepción a disputar la primera ronda, ellas terminaron perdiendo en su debut ante la pareja estadounidense conformada por Jessica Pegula y Bethanie Mattek-Sands. Sabalenka alcanzó los cuartos de final en el cuadro individual, derrotando a la 15.ª sembrada Anett Kontaveit en su camino, antes de caer eliminada por Muguruza por segunda vez en el año, en semanas consecutivas y de nueva cuenta en tres sets.
Sabalenka se proclamó campeona en el Mutua Madrid Open, enfrentando a la australiana y actual n.º 1 del mundo Ashleigh Barty en el duelo por el campeonato. Fue una repetición de la final disputada dos semanas antes en Stuttgart. Aryna levantaría su cuarto título WTA 1000, con este campeonato bajo sus brazos, ingresaría por primera vez al top-5 del ranking de la WTA, exactamente llegaría n.º 4 del mundo.
Sabalenka junto a su compatriota y ex-No. 1 del mundo Victoria Azarenka se llevarían el título en dobles en Berlín, derrotando a las máximas favoritas al título, la dupla de Demi Schuurs y Nicole Melichar.
Aryna disputa Wimbledon como la segunda cabeza de serie, Sabalenka alcanzaría a disputar sus primeros cuartos de final y semifinales de Grand Slam, venciendo a la 18.ª sembarada, la kazaja Elena Rybakina y a la tunecina Ons Jabeur en sets seguidos, respectivamente. Sabalenka sería eliminada en su duelo de semifinales por la checa y ex-No. 1 del mundo Karolína Plíšková en tres apretados sets. Como resultado de su gran actuación lograda en Wimbledon, Aryna llegaría a tocar el n.º 3 del mundo en el ranking de la WTA. Sabalenka se convirtió en la tercera bielorrusa en alcanzar las semifinales en Wimbledon, tras Natasha Zvereva en 1998 y Victoria Azarenka en 2011 y 2012.
Sabalenka continuó su campaña en el National Bank Open en Montreal. Aryna alcanzaría las semifnales pero sería derrotada nuevamente por Karolína Plíšková, en sets seguidos. Sabalenka caería en su debut ante Paula Badosa en el Torneo de Cincinnati. A pesar de la derrota temprana en Ohio, Sabalenka ascendió por primera vez al n.º 2 del mundo en el ranking de la WTA.
En la disputa del US Open, Sabalenka alcanzaría su segunda semmifinal consecutiva de Grand Slam (y segunda en su carrera) tras vencer a Danielle Collins, Elise Mertens, y Barbora Krejčíková. En las semifinales, Aryna sería eliminada por la canadiense Leylah Fernandez en tres ajustados sets.
Debido a un positivo en el examen de descarte de COVID-19, Sabalenka no pudo disputar el BNP Paribas Open en Indian Wells.
Sabalenka logró clasificar al Finals que se disputó en Guadalajara, como la primera sembrada, debido a la baja de Ashleigh Barty, estuvo agrupada en el grupo Chichén Itzá, junto a la griega Maria Sakkari, la polaca Iga Swiatek y la española Paula Badosa. Sabalenka caería en su debut ante Badosa, y vencería a Iga Swiatek antes de ser eliminada en tres apretados sets por la griega Maria Sakkari.
Sabalenka cerraría el año como la n.º 2 del mundo, por primera vez en su carrera.

#### Torneos disputados
| N.º | Fecha                   | Torneo                               | Ubicación   | Categoría        | Superficie        | Ronda |
| --- | ----------------------- | ------------------------------------ | ----------- | ---------------- | ----------------- | ----- |
| 1.  | 6 de enero de 2021      | Abu Dhabi Women's Tennis Open        | Abu Dabi    | WTA 500          | Dura              | G     |
| 2.  | 31 de enero de 2021     | Gippsland Trophy                     | Melbourne   | WTA 500          | Dura              | R2    |
| 3.  | 08 de febrero de 2021   | Australian Open                      | Melbourne   | Grand Slam       | Dura              | R4    |
| 4.  | 1 de marzo de 2021      | Qatar Total Open                     | Doha        | WTA 500          | Dura              | R2    |
| 5.  | 7 de marzo de 2021      | Dubai Duty Free Tennis Championships | Dubái       | WTA 1000         | Dura              | CF    |
| 6.  | 23 de marzo de 2021     | Miami Open presented by Itaú         | Miami       | WTA 1000         | Dura              | CF    |
| 7.  | 19 de abril de 2021     | Porsche Tennis Grand Prix            | Stuttgart   | WTA 500          | Tierra Batida (i) | F     |
| 8.  | 29 de abril de 2021     | Mutua Madrid Open                    | Madrid      | WTA 1000         | Tierra Batida     | G     |
| 9.  | 10 de mayo de 2021      | Internazionali BNL d'Italia          | Roma        | WTA 1000         | Tierra Batida     | R3    |
| 10. | 20 de mayo de 2021      | Roland Garros                        | París       | Grand Slam       | Tierra Batida     | R3    |
| 11. | 14 de junio de 2021     | Bett1open                            | Berlín      | WTA 500          | Césped            | R2    |
| 12. | 121 de junio de 2021    | Viking International Eastbourne      | Eastbourne  | WTA 500          | Césped            | CF    |
| 13. | 28 de junio de 2021     | Wimbledon Championships              | Londres     | Grand Slam       | Césped            | SF    |
| 14. | 24 de julio de 2021     | Juegos Olímpicos de Tokyo 2020       | Tokio       | Juegos Olímpicos | Dura              | R2    |
| 15. | 9 de agosto de 2021     | National Bank Open                   | Montreal    | WTA 1000         | Dura              | SF    |
| 16. | 16 de agosto de 2021    | Western & Southern Open              | Cincinnati  | WTA 1000         | Dura              | R2    |
| 17. | 30 de agosto de 2021    | US Open                              | New York    | Grand Slam       | Dura              | SF    |
| 18. | 18 de octubre de 2021   | Kremlin Cup                          | Moscú       | WTA 500          | Dura (i)          | CF    |
| 19. | 10 de noviembre de 2021 | Akron WTA Finals Guadalajara         | Guadalajara | WTA Finals       | Dura              | RR    |

### 2022: Finalista del WTA Finals, segundas Semifinales en el US Open
Sabalenka inició su temporada en el Adelaide International 1 como la segunda sembrada. Tras una excepción a disputar la primera ronda, Sabalenka perdió en su duelo de segunda ronda en sets seguidos ante Kaja Juvan. Sabalenka sirvió 18 dobles faltas por 5 aces. Posteriormente, Sabalenka recibió una invitación a disputar Adelaide International 2 donde fue la primera favorita, sin embargo perdió en su duelo de primera ronda ante la clasificada y n.º 93, Rebecca Peterson, en tres sets. Una vez más Sabalenka tuvo complicaciones con su saque, al convertir 21 dobles faltas en el partido.
Aryna disputó el Australian Open como la segunda cabeza de serie. Los problemas de Sabalenka con su saque continuaron durante el torneo, a pesar de esto, manejó muy bien este problema al lograr ganar sus tres primeros partidos en tres sets ante la n.º 128 Storm Sanders, la n.º 100 Wang Xinyu, y la checa n.º 41 del mundo Markéta Vondroušová, para avanzar a la cuarta ronda por segunda vez en su carrera. Sabalenka enfrentó de nueva cuenta a la mata gigantes del circuito, la estonia Kaia Kanepi, quien había derrotado anteriormente a la campeona de la edición del 2016, la alemana Angelique Kerber en la primera ronda. Kanepi prevaleció en el duelo, en tres ajustados sets, logrando el triunfo sobre la bielorrusa en el super-tiebreak del último set. Sabalenka pudo levantar 4 puntos de partido durante el encuentro, lamentablemente también sirvió 15 dobles faltas contra 4 de Kanepi.

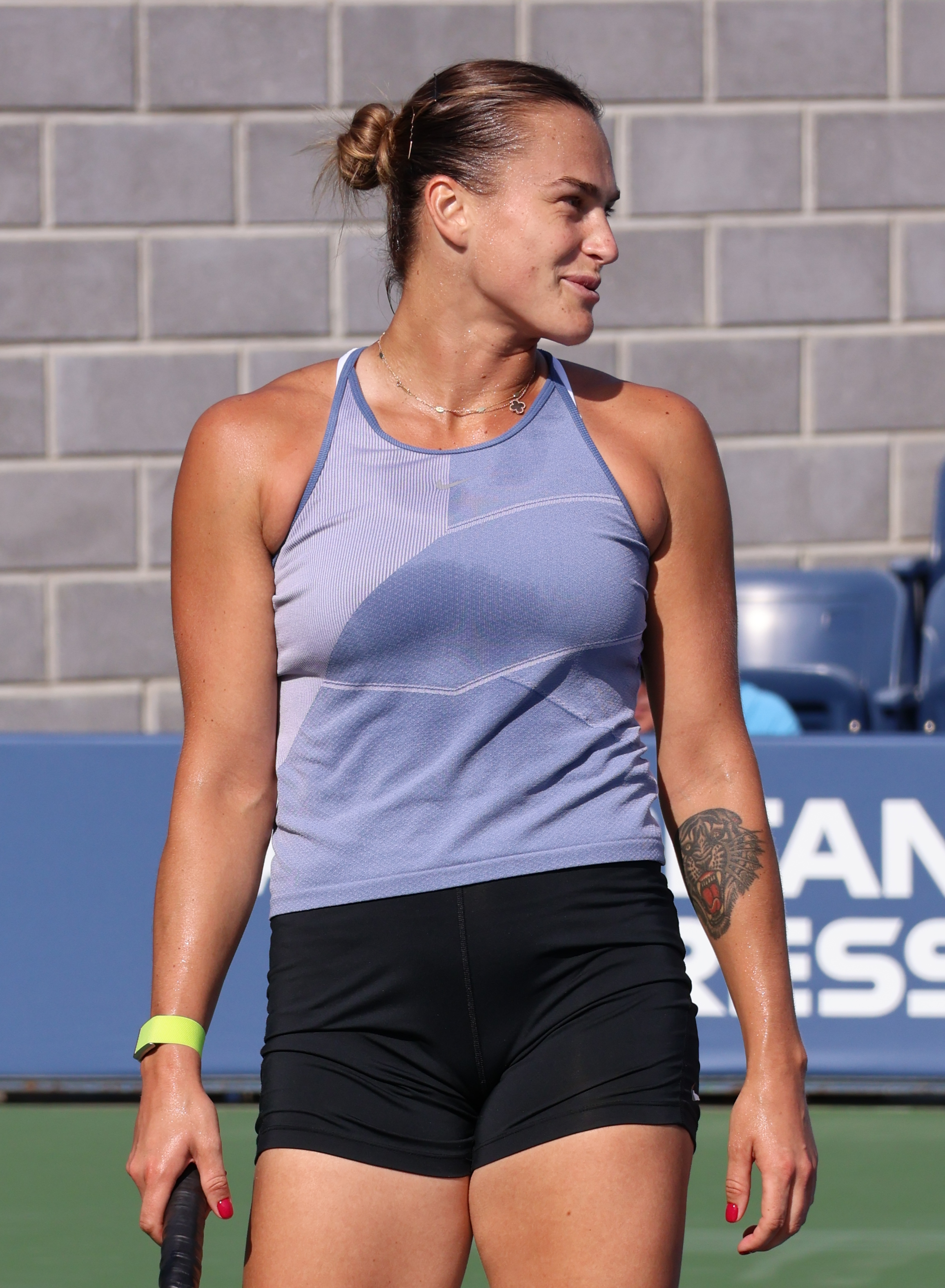
Sabalenka practicando antes de disputar el US Open.

Sabalenka tuvo mejores resultados en las semanas siguientes, llegó a los cuartos de final en Doha, venciendo a Alizé Cornet y Jil Teichmann, antes de ser eliminada por la eventual campeona Iga Świątek. Tras unas rápidas caídas y eliminaciones en Indian Wells, Miami y Charleston, Aryna disputaría la primera final de su campaña en el 2022 en el Porsche Tennis Grand Prix en Stuttgart, derrotando en su camino a la canadiense Bianca Andreescu, a la n.º 6 del mundo, la estonia Anett Kontaveit y a la española Paula Badosa, actual n.º 3 del mundo, antes de ser derrotada por la n.º 1 del mundo, Iga Świątek, de nueva cuenta. Sabalenka disputaría el Mutua Madrid Open como la campeona defensora, Sabalenka fue eliminada sorprendentemente en su debut por la estadounidense Amanda Anisimova. Aryna alcanzaría las semifinales en Roma, después de vencer a Zhang Shuai, Amanda Anisimova, y Jessica Pegula, antes de ser derrotada por tercera vez en el año por Iga Świątek. En el segundo torneo de Grand Slam del año, Roland Garros, Sabalenka es eliminada en la tercera ronda por la italiana Camila Giorgi en tres sets.
Sabalenka inició la temporada de césped en el Libéma Open como la máxima favorita, Aryna alcanzó la final, perdiéndola ante Ekaterina Alexandrova. Sabalenka disputó posteriormente el evento de Berlín como la tercera sembrada, cayendo eliminada en su debut en primera ronda por la rusa Veronika Kudermetova. Debido a la decisión del All England Lawn Tennis and Croquet Club de vetar a los jugadores rusos y bielorrusos de disputar Wimbledon por motivo de la Guerra Rusia-Ucrania, Sabalenka estuvo incluida en la lista de jugadores vetados a disputar el tercer Grand Slam del año, tras esta decisión tomada por la organización inglesa, tanto la ITF, como la ATP y la WTA, decidieron no entregar puntos a ninguno de los rankings por el veto a los atletas soviéticos.
Tras lo sucedido con el veto inglés, Sabalenka volvió a las pistas en San José, donde avanzó a cuartos de final, siendo eliminada por Daria Kasatkina. Sabalenka luego compitió en Toronto, perdiendo ante Coco Gauff en la tercera ronda. Su mejor participación desde Stuttgart vino en Cincinnati, donde ingresó como la sexta cabeza de serie, Sabalenka alcanzó las semifinales, derrotando a Anna Kalinskaya, Shelby Rogers, y Zhang Shuai antes de caer en tres sets ante la eventual campeona, la francesa Caroline García. Aryna conseguiría su mejor actuación de la temporada en los Torneos de Grand Slam en el US Open. Sexta sembrada en el evento, venció a Catherine Harrison, Kaia Kanepi, Clara Burel, Danielle Collins, y a la 22.ª preclasificada y ex-No. 1 del mundo Karolína Plíšková para alcanzar las semifinales, igualando su anterior resultado de la edición pasada. En su duelo de segunda ronda ante Kanepi, Sabalenka vino desde atrás levantando un set, además también de un quiebre abajo en el segundo set para ganar en tres sets, salvando dos puntos de partido en el proceso. En las semifinales, Aryna fue eliminada por la n.º 1 del mundo, Iga Świątek, por cuarta vez en el año.
En el San Diego Open, Sabalenka derrotó a Sloane Stephens en tres sets antes de perder ante Donna Vekić en cuartos de final. Aryna recibió una excepción a disputar la primera ronda en Guadalajara, caería eliminada en su debut por Liudmila Samsonova en la segunda ronda. Sim embargo, Sabalenka clasificó a las WTA Finals por segundo año consecutivo. En Fort Worth, Sabalenka alcanzó la final derrotando a la n.º 3 del mundo, Jessica Pegula y a la n.º 2 del mundo Ons Jabeur en la ronda de grupos, además en semifinales vencería a la n.º 1 del mundo Iga Świątek, pero caería a manos de la francesa Caroline García en dos sets. Sabalenka se convirtió en la cuarta mujer en la historia en derrotar a las 3 mejores jugadoras del ranking en el mismo torneo, junto a Steffi Graf (Roland Garros 1999), Serena Williams (Miami 2002), y Venus Williams (WTA Finals 2008).

#### Torneos disputados
| N.º | Fecha                 | Torneo                                 | Ubicación    | Categoría  | Superficie        | Ronda |
| --- | --------------------- | -------------------------------------- | ------------ | ---------- | ----------------- | ----- |
| 1.  | 3 de enero de 2022    | Adelaide International 1               | Adelaida     | WTA 500    | Dura              | R2    |
| 2.  | 10 de enero de 2022   | Adelaide International 2               | Adelaida     | WTA 250    | Dura              | R1    |
| 3.  | 17 de enero de 2022   | Australian Open                        | Melbourne    | Grand Slam | Dura              | R4    |
| 4.  | 14 de febrero de 2022 | Dubai Duty Free Tennis Championships   | Dubái        | WTA 500    | Dura              | R2    |
| 5.  | 20 de febrero de 2022 | Qatar Total Open                       | Doha         | WTA 1000   | Dura              | CF    |
| 6.  | 9 de marzo de 2022    | BNP Paribas Open                       | Indian Wells | WTA 1000   | Dura              | R2    |
| 7.  | 22 de marzo de 2022   | Miami Open presented by Itaú           | Miami        | WTA 1000   | Dura              | R2    |
| 8.  | 4 de abril de 2022    | Credit One Charleston Open             | Charleston   | WTA 500    | Tierra Batida (v) | R3    |
| 9.  | 18 de abril de 2022   | Porsche Tennis Grand Prix              | Stuttgart    | WTA 500    | Tierra Batida (i) | F     |
| 10. | 28 de abril de 2022   | Mutua Madrid Open                      | Madrid       | WTA 1000   | Tierra Batida     | R1    |
| 11. | 9 de mayo de 2022     | Internazionali BNL d'Italia            | Roma         | WTA 1000   | Tierra Batida     | SF    |
| 12. | 22 de mayo de 2022    | Roland Garros                          | París        | Grand Slam | Tierra Batida     | R3    |
| 13. | 6 de junio de 2022    | Libema Open                            | Bolduque     | WTA 250    | Césped            | F     |
| 14. | 13 de junio de 2022   | Bett1open                              | Berlín       | WTA 500    | Césped            | R1    |
| 15. | 1 de agosto de 2022   | Mubadala Silicon Valley Classic        | San José     | WTA 500    | Dura              | CF    |
| 16. | 8 de agosto de 2022   | National Bank Open presented by Rogers | Toronto      | WTA 1000   | Dura              | R3    |
| 17. | 15 de agosto de 2022  | Western & Southern Open                | Cincinnati   | WTA 1000   | Dura              | SF    |
| 18. | 29 de agosto de 2022  | US Open                                | New York     | Grand Slam | Dura              | SF    |
| 19. | 10 de octubre de 2022 | San Diego Open                         | San Diego    | WTA 500    | Dura              | CF    |
| 20. | 17 de octubre de 2022 | Guadalajara Open Akron                 | Guadalajara  | WTA 1000   | Dura              | R2    |
| 21. | 31 de octubre de 2022 | WTA Finals Fort Worth                  | Fort Worth   | WTA Finals | Dura (i)          | F     |

### 2023: Título en Australia, subcampeona en Nueva York, n.º 1 en individuales, Semifinales en los 4 Grand Slam, Campeona de la ITF
Sabalenka disputó el Adelaide International 1 ingresando como la segunda preclasificada. Aryna alcanzó su primera final de la temporada al vencer a  Liudmila Samsonova, Markéta Vondroušová e Irina-Camelia Begu en el camino. En la gran final, Aryna derrotó a la adolescente checa Linda Nosková para ganar su primer título desde Madrid 2021 y su décimo primer título de su carrera, lográndolo sin ceder sets en todo el torneo.

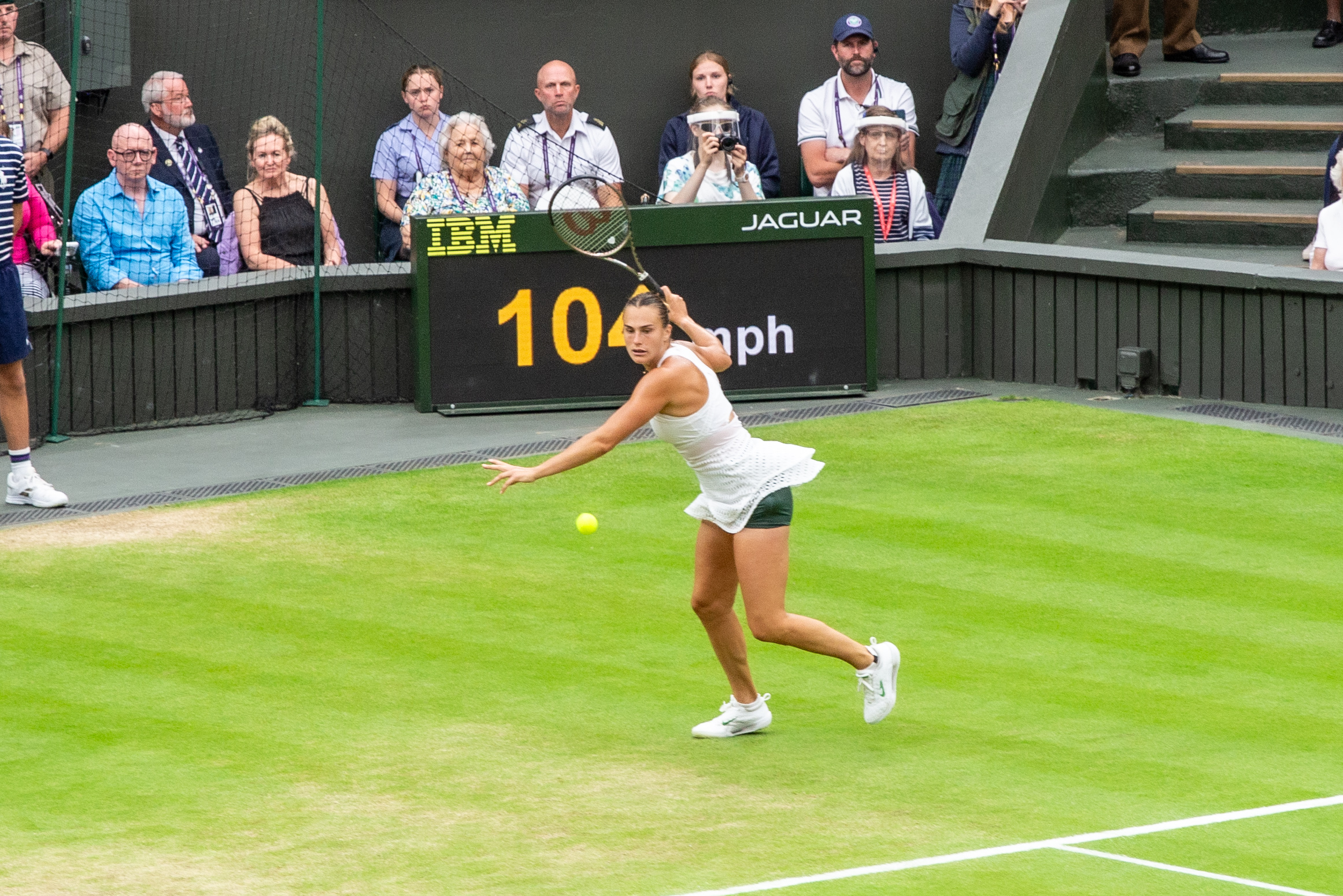
Sabalenka devolviendo de derecha en su duelo de semifinales ante Ons Jabeur en su vuelta a Wimbledon.

Sabalenka ingresó al Australian Open como la quinta sembrada y una de las máximas favoritas a alzar el trofeo de campeona. Aryna venció a Tereza Martincová, Shelby Rogers, a su antigua compañera de dobles y 26.ª sembrada Elise Mertens, y a la última campeona del Adelaide International 2 y n.º 10 del mundo, la suiza Belinda Bencic para alcanzar sus primeros cuartos de final en Melbourne. Sabalenka derrotó a la croata Donna Vekić para disputar su cuarta semifinal de Grand Slam, además logró ganar su décimo partido consecutivo al batir a la polaca Magda Linette en semifinales para llegar a jugar su primera final de Grand Slam. En la gran final, Aryna derrotó a la vigente campeona de Wimbledon, la kazaja Elena Rybakina en tres sets para conseguir ganar su primer título de Grand Slam. Sabalenka se convirtió en la segunda bielorrusa en ganar un título de Grand Slam, y la primera desde Victoria Azarenka una década antes. Después de ganar el título en Melbourne, Sabalenka regresó al n.º 2 del mundo en el ranking de la WTA.
En  el WTA 1000 de Dubái, Sabalenka derrotó a Lauren Davis y a la ex-campeona de Roland Garros, Jeļena Ostapenko para llegar a los cuartos de final, donde caería a manos de la eventual campeona Barbora Krejčíková en tres sets. Sabalenka después participaría en el BNP Paribas Open de Indian Wells, donde venció a Evgeniya Rodina y tomó venganza sobre Krejčíková por su última derrota, en tres sets logró el triunfo. Luego, Aryna batió a Coco Gauff y a la griega Maria Sakkari para llegar a su primera final en Indian Wells, donde fue derrotada por Elena Rybakina en una repetición de la última final del Australian Open. En el Miami Open, Sabalenka venció a Shelby Rogers, Marie Bouzková, y a Krejčíková, cada una en dos sets para llegar a los cuartos de final, donde fue eliminada por la rumana Sorana Cîrstea.
Sabalenka inició la temporada de tierra batida europea en Stuttgart, donde eliminó a Krejčíková, Paula Badosa, y Anastasia Potapova para alcanzar su cuarta final del año. En la final, que fue una repetición de la final del año pasado, Aryna fue derrotada por la n.º 1 del mundo, Iga Świątek en dos sets, por segundo año consecutivo. En el Mutua Madrid Open, Sabalenka alcanzó su segunda final en el torneo, venciendo a Sorana Cîrstea, Camila Osorio, Mirra Andreeva, Mayar Sherif, y Maria Sakkari, dejando un set en el camino a la final. En la definición del título, de nueva cuenta se enfrentó a Świątek, ganando su tercer título del año en tres sets. En Roma, Sabalenka sufrió su derrota más temprana en el año, perdiendo en dos sets ante la ex-campeona del Australian Open, Sofia Kenin. En Roland Garros, Aryna alcanzó las semifinales sin perder un set, derrotando en el camino a Marta Kostyuk, Iryna Shymanovich, Kamilla Rakhimova, Sloane Stephens, y Elina Svitolina. En semifinales, fue eliminada por la checa Karolína Muchová en tres ajustados sets, a pesar de liderar en el set decisivo 5–2 arriba y a un punto de lograr el triunfo.
Sabalenka inició su temporada en la gira de césped en Berlín, al vencer a Vera Zvonareva antes de caer ante Veronika Kudermetova. Aryna regresó a competir en Wimbledon, tras el veto a los deportistas rusos y bielorrusos promovido por los organizadores, el año pasado, en el  tercer Grand Slam del año alcanzó su cuarta semifinal consecutiva de Grand Slam. Sabalenka eliminó a Panna Udvardy, Varvara Gracheva, Anna Blinkova, Ekaterina Alexandrova, y Madison Keys, antes de ser derrotada por la tunecina Ons Jabeur, a pesar de comandar el duelo por un set y un quiebre arriba.

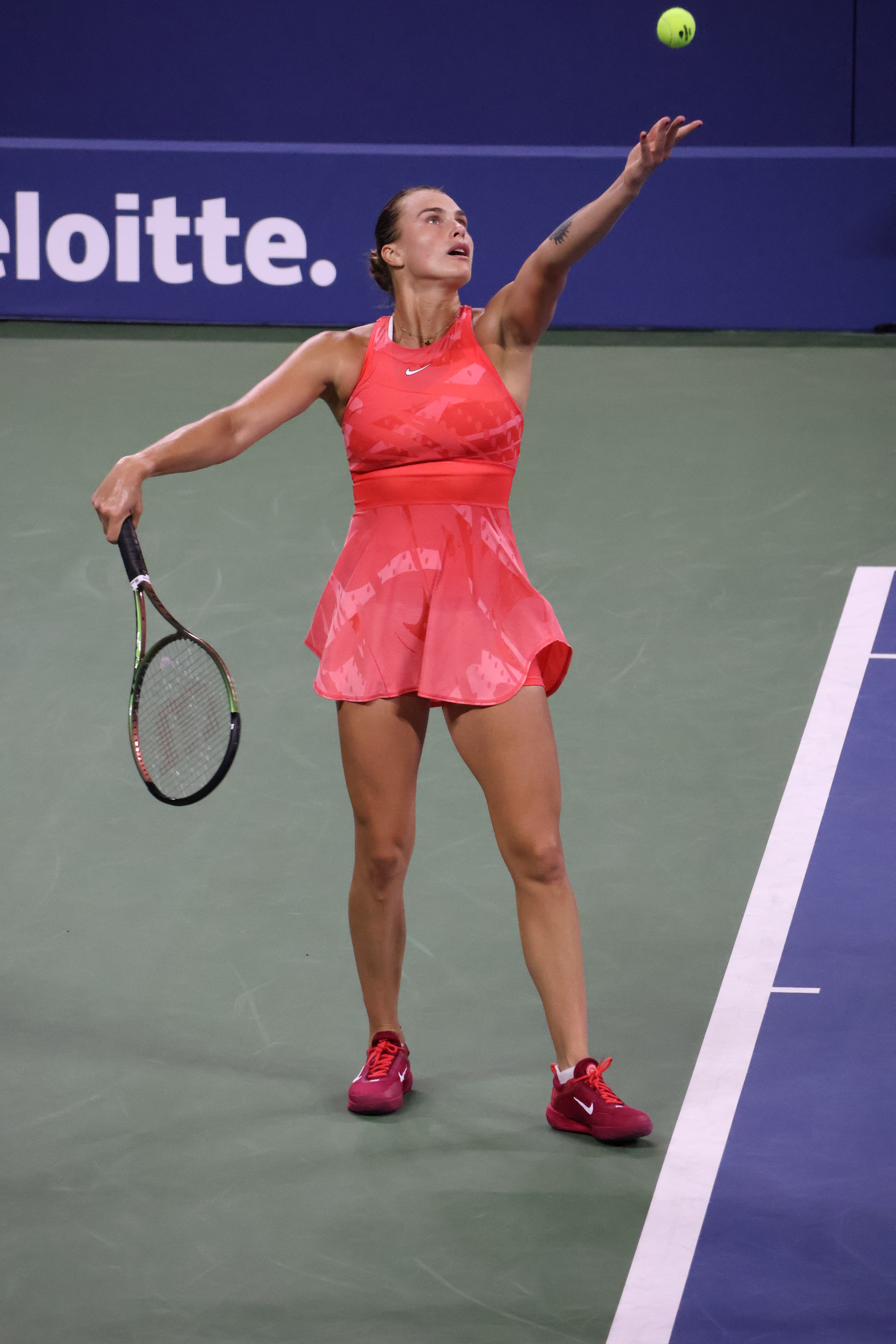
Sabalenka al saque en su duelo de primera ronda en el US Open, frente a la belga Maryna Zanevska.

En el siguiente torneo disputado por la bielorrusa en Montréal, derrotó a la croata Petra Martić, antes de ser eliminada por la finalmente subcampeona Liudmila Samsonova. Aryna llegaría a las semifinales en Cincinnati, venciendo en el camino a Ann Li, Daria Kasatkina, y Ons Jabeur, antes de caer eliminada nuevamente en tres sets por la checa Karolína Muchová. En la disputa del US Open, Sabalenka alcanzó las semifinales al derrotar a Maryna Zanevska, Jodie Burrage, Clara Burel, Daria Kasatkina, y Zheng Qinwen en sets seguidos, dejando en el camino solo 21 juegos en sus 5 duelos. Al conseguir estos triunfos, Sabalenka se convirtió en la primera jugadora desde Serena Williams en 2016 en disputar las cuatro semifinales de torneos de Grand Slam en un mismo año. Sabalenka enfrentó a Madison Keys en las semifinales, recuperándose de un set y un quiebre abajo, sirviendo 4 veces para mantenerse en el partido en los dos últimos sets. En su segunda final de Grand Slam, Sabalenka enfrentó a Coco Gauff, y terminaría perdiendo en tres sets. A pesar de no ganar el título y a la derrota temprana de la polaca Iga Świątek en la cuarta ronda, Aryna Sabalenka se convirtió por primera vez en su carrera en la n.º 1 del mundo a la conclusión del torneo americano. Sabalenka se convirtió en la 29.ª jugadora en alcanzar el n.º 1 del mundo en el ranking de la WTA, y la segunda jugadora bielorrusa en comandar el ranking, tras Victoria Azarenka. Sabalenka también se volvió la octava mujer en conseguir el n.º 1 del mundo en la era abierta tanto en individuales como en dobles en algún momento de sus carreras. Al Sabalenka alcanzar la final, se convirtió en la primera mujer desde Serena Williams en llegar a semifinales o mejor en los 4 torneos de Grand Slam en una misma temporada desde el 2016.
Tras lo sucedido en el US Open, Sabalenka llegó a los cuartos de final en el China Open, perdiendo ante Elena Rybakina. Aryna se clasificó a las WTA Finals celebradas en Cancún, en la ronda de grupos derrotó a Rybakina y Sakkari y fue derrotada por Pegula. Sabalenka sería eliminada en semifinales por Świątek, quien se llevaría el título al culminar el torneo. Por lo sucedido, Świątek retomó el n.º 1  del ranking y Sabalenka cerró al año como la n.º 2 del mundo. En diciembre, Sabalenka fue nombrada como la Campeona Mundial de la ITF.

#### Torneos disputados
| N.º | Fecha                    | Torneo                                      | Ubicación    | Categoría  | Superficie        | Ronda |
| --- | ------------------------ | ------------------------------------------- | ------------ | ---------- | ----------------- | ----- |
| 1.  | 1 de enero de 2023       | Adelaide International 1                    | Adelaida     | WTA 500    | Dura              | G     |
| 2.  | 16 de enero de 2023      | Australian Open                             | Melbourne    | Grand Slam | Dura              | G     |
| 3.  | 19 de febrero de 2023    | Dubai Duty Free Tennis Championships        | Dubái        | WTA 1000   | Dura              | CF    |
| 4.  | 8 de marzo de 2023       | BNP Paribas Open                            | Indian Wells | WTA 1000   | Dura              | F     |
| 5.  | 21 de marzo de 2023      | Miami Open presented by Itaú                | Miami        | WTA 1000   | Dura              | CF    |
| 6.  | 17 de abril de 2023      | Porsche Tennis Grand Prix                   | Stuttgart    | WTA 500    | Tierra Batida (i) | F     |
| 7.  | 25 de abril de 2023      | Mutua Madrid Open                           | Madrid       | WTA 1000   | Tierra Batida     | G     |
| 8.  | 9 de mayo de 2023        | Internazionali BNL d'Italia                 | Roma         | WTA 1000   | Tierra Batida     | R2    |
| 9.  | 28 de mayo de 2023       | Roland Garros                               | París        | Grand Slam | Tierra Batida     | SF    |
| 10. | 19 de junio de 2023      | Bett1open, presented by ecotrans Group      | Berlín       | WTA 500    | Césped            | R2    |
| 11. | 03 de julio de 2023      | Wimbledon Championships                     | Londres      | Grand Slam | Césped            | SF    |
| 12. | 7 de agosto de 2023      | Omnium Banque Nationale présenté par Rogers | Montreal     | WTA 1000   | Dura              | R3    |
| 13. | 14 de agosto de 2023     | Western & Southern Open                     | Cincinnati   | WTA 1000   | Dura              | SF    |
| 14. | 28 de agosto de 2023     | US Open                                     | New York     | Grand Slam | Dura              | F     |
| 15. | 30 de septiembre de 2023 | China Open                                  | Pekín        | WTA 1000   | Dura              | CF    |
| 16. | 29 de octubre de 2023    | GNP Seguros WTA Finals Cancun               | Cancún       | WTA Finals | Dura              | SF    |

### 2024: Bicampeona en Australia, Título en New York, 2 títulos WTA 1000, n.º 1 al cerrar el año

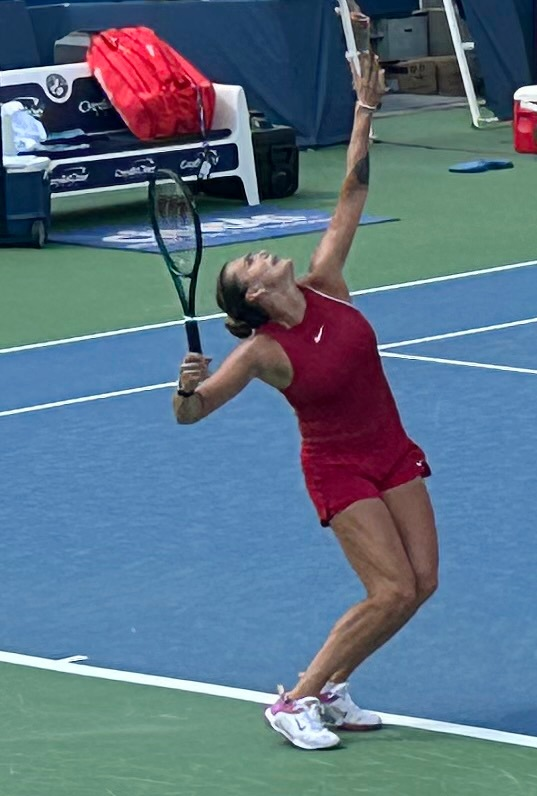
Sabalenka al servicio en su duelo de semifinales ante Iga Swiatek en el Cincinnati Open.

En enero, Sabalenka alcanzó la final del Brisbane International, derrotando a Victoria Azarenka en las semifinales, antes de perder el partido por el campeonato ante Elena Rybakina.
Sabalenka defendió exitosamente su título en el Australian Open sin perder ningún set en el torneo, y se convirtió en la primera mujer en defender su título desde que lo hiciera su compatriota Victoria Azarenka en 2013. Aryna derrotó a la 12.ª sembrada Zheng Qinwen en la final, después de pasar por encima de Ella Seidel, Brenda Fruhvirtová, la 28.ª cabeza de serie Lesia Tsurenko, Amanda Anisimova, la novena cabeza de serie Barbora Krejčíková y a la n.º 4 del mundo Coco Gauff en semifinales.
Sabalenka llegò a los cuartos de final en Stuttgart, donde fue eliminada por Markéta Vondroušová. Aryna llegó a Madrid como la campeona defensora, derrotó a Magda Linette, Robin Montgomery, Danielle Collins y Mirra Andreeva, antes de vencer en un duelo épico en semifinales en tres sets a la n.º 4 del mundo, Elena Rybakina. En total, Sabalenka disputó 4 partidos que se decidieron en el set decisivo antes de la final, cediendo 60 juegos en el proceso, la mayor cantidad para alcanzar la final en Madrid. En una repetición de la final del año pasado, Sabalenka enfrentó a Iga Świątek. Sabalenka tuvo tres puntos de campeonato durante el partido, pero terminó cediendo en la muerte súbita del último set. En el Internazionali BNL d'Italia, Aryna salvó tres puntos de partido en su duelo de cuarta ronda ante la ucraniana Elina Svitolina  además de superar una lesión en la espalda baja antes de derrotar a su oponente en tres sets. En cuartos de final, consiguió su tercer victoria sobre una top-10 al derrotar a la letona Jeļena Ostapenko. Luego derrotó en semifinales a Danielle Collins, en la gran final Sabalenka cayó nuevamente a manos de Iga Świątek, esta vez en dos sets.
Sabalenka disputó Roland Garros como la segunda preclasificada, derrotando a Erika Andreeva, Moyuka Uchijima, Paula Badosa y a la 22.ª sembrada Emma Navarro cobrando venganza de su derrota en Indian Wells. En cuartos de final, Aryna sufrió dolores estomacales que la complicaron en su duelo ante Mirra Andreeva, cediendo en tres sets. Tras su paso por París, Sabalenka descendió al n.º 3 del mundo en favor de Coco Gauff.
Sabalenka sufrió una lesión en su hombro derecho que la forzó a retirarse de su partido de cuartos de final ante Anna Kalinskaya en Berlín en junio esta lesión desencadenó su baja de disputar el Wimbledon Championships, debido a que no pudo recuperarse a tiempo para jugar. Sabalenka se proclamó campeona del Cincinnati Open en agosto, con victorias sobre Iga Świątek en semifinales y Jessica Pegula en la final.

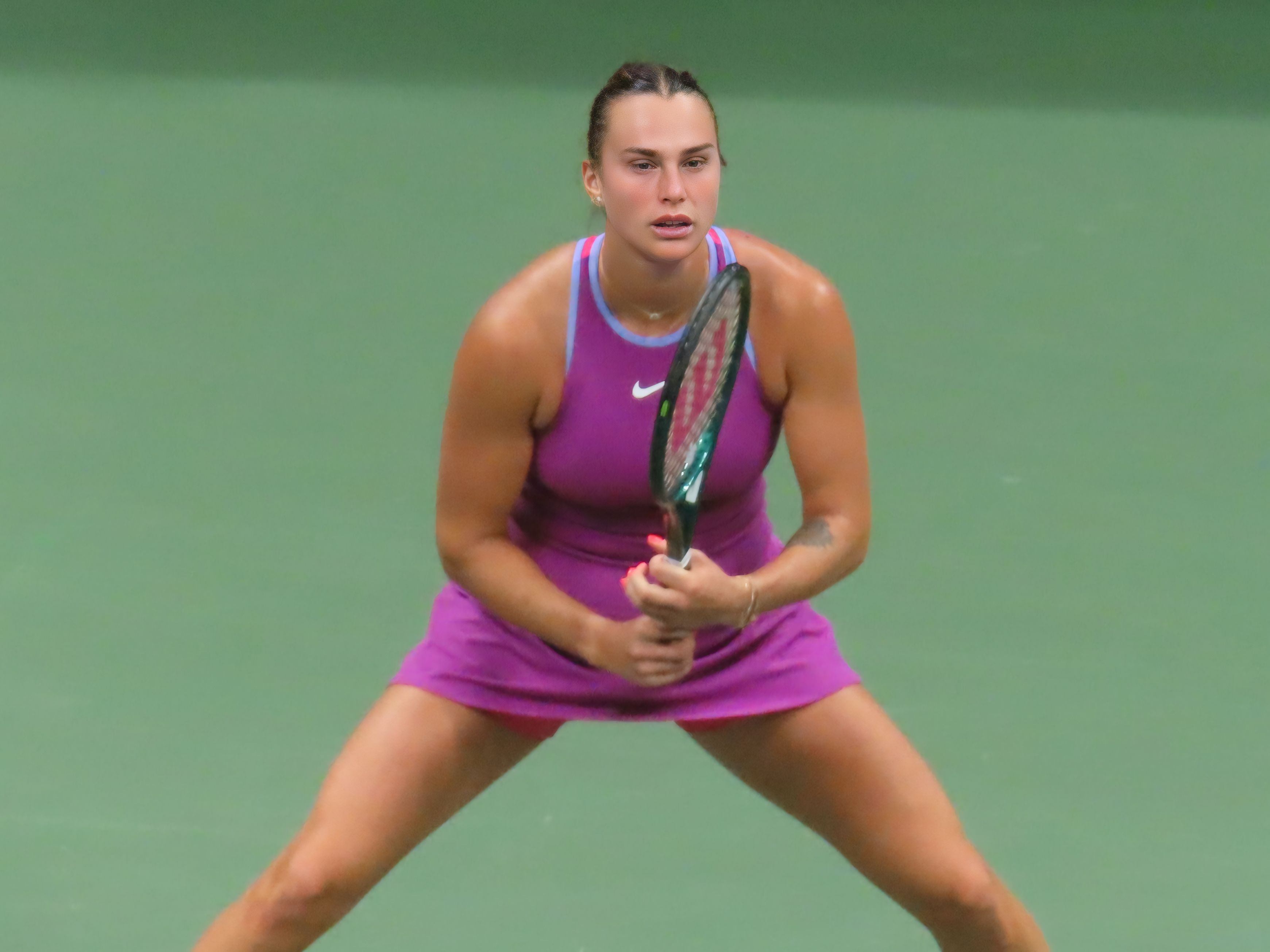
Sabalenka esperando al resto el servicio de Jessica Pegula en la final del US Open.

En septiembre, Sabalenka ganó el US Open, pasando por encima de la clasificada Priscilla Hon, Lucia Bronzetti, la 29.ª sembrada Ekaterina Alexandrova, a su antigua pareja en dobles, la belga Elise Mertens, la campeona olímpica de París 2024 y séptima sembrada Zheng Qinwen y a la 13.ª sembrada Emma Navarro, antes de vencer a la sexta sembrada Jessica Pegula en dos sets en la gran final para levantar su tecer título de Grand Slam.
Sabalenka continuó su buen estado de forma en el China Open en Pekín, donde derrotó a la tailandesa Mananchaya Sawangkaew, a la americana Ashlyn Krueger y a Madison Keys, todos estos triunfos fueron en dos sets, alargando su racha de victorias consecutivas a 15 partidos sin conocer la derrota. Sabalenka sería eliminada en cuartos de final a manos de Karolína Muchová en tres sets.
Aryna disputó el Wuhan Open, donde ganó los títulos consecutivamente entre 2018 y 2019, antes de que el torneo fuera suspendido a causa de la pandemia del COVID-19 desde 2020 hasta 2023, Sabalenka venció a Kateřina Siniaková en sets seguidos en su debut. En la siguiente ronda, vino de un set abajo ante Yulia Putintseva para avanzar a cuartos de final, donde derrotó a la polaca Magdalena Fręch. Sabalenka enfrentó a la n.º 4 del mundo, Coco Gauff en las semifinales, remontando un set abajo y un quiebre abajo para alcanzar la final por tercera vez en tres presentaciones en el torneo. En la final, Sabalenka derrotó a la local y quinta preclasificada Zheng Qinwen en tres sets para levantar su tercer trofeo en Wuhan, y su segundo WTA 1000 de la temporada.
Tras 11 meses peleando por retomar la cima del ranking, Sabalenka volvió a ocupar el No.1 del mundo de la WTA. Aryna venció a Zheng Qinwen y Jasmine Paolini en sus dos primeros partidos en el WTA Finals, estos triunfos junto a la derrota de Iga Świątek a manos de Coco Gauff, aseguró que Sabalenka cierre el año por primera vez el año como la n.º 1 del mundo. Sabalenka perdió su último partido en su grupo a manos de la kazaja Elena Rybakina, asimismo fue eliminada por Coco Gauff en semifinales.
En diciembre, Sabalenka fue nombrada Jugadora del Año por la WTA.

#### Torneos disputados
| N.º | Fecha                    | Torneo                                   | Ubicación        | Categoría  | Superficie        | Ronda |
| --- | ------------------------ | ---------------------------------------- | ---------------- | ---------- | ----------------- | ----- |
| 1.  | 31 de diciembre de 2023  | Brisbane International presented by Evie | Brisbane         | WTA 500    | Dura              | F     |
| 2.  | 14 de enero de 2024      | Australian Open                          | Melbourne        | Grand Slam | Dura              | G     |
| 3.  | 18 de febrero de 2024    | Dubai Duty Free Tennis Championships     | Dubái            | WTA 1000   | Dura              | R2    |
| 4.  | 6 de marzo de 2024       | BNP Paribas Open                         | Indian Wells     | WTA 1000   | Dura              | R4    |
| 5.  | 19 de marzo de 2024      | Miami Open presented by Itaú             | Miami            | WTA 1000   | Dura              | R3    |
| 6.  | 15 de abril de 2024      | Porsche Tennis Grand Prix                | Stuttgart        | WTA 500    | Tierra Batida (i) | CF    |
| 7.  | 23 de abril de 2024      | Mutua Madrid Open                        | Madrid           | WTA 1000   | Tierra Batida     | F     |
| 8.  | 7 de mayo de 2024        | Internazionali BNL d'Italia              | Roma             | WTA 1000   | Tierra Batida     | F     |
| 9.  | 26 de mayo de 2024       | Roland Garros                            | París            | Grand Slam | Tierra Batida     | CF    |
| 10. | 14 de junio de 2024      | ecotrans Ladies Open                     | Berlín           | WTA 500    | Césped            | CF    |
| 11. | 29 de julio de 2024      | Mubadala Citi DC Open                    | Washington D. C. | WTA 500    | Dura              | SF    |
| 12. | 6 de agosto de 2024      | National Bank Open presented by Rogers   | Toronto          | WTA 1000   | Dura              | CF    |
| 13. | 13 de agosto de 2024     | Cincinnati Open                          | Cincinnati       | WTA 1000   | Dura              | G     |
| 14. | 26 de agosto de 2024     | US Open                                  | New York         | Grand Slam | Dura              | G     |
| 15. | 25 de septiembre de 2024 | China Open                               | Pekín            | WTA 1000   | Dura              | CF    |
| 16. | 7 de octubre de 2024     | Dongfeng Voyah Wuhan Open                | Wuhan            | WTA 1000   | Dura              | G     |
| 17. | 2 de noviembre de 2024   | WTA Finals Riyadh                        | Riad             | WTA Finals | Dura (i)          | SF    |

### 2025
Sabalenka abre la temporada por primera vez en su carrera como la No. 1 del mundo, regresando a competir en el Brisbane International presented by Evie, como parte de su preparación de cara a disputar el primer Grand Slam del año; en su debut la bielorrusa sacó en sets seguidos a Renata Zarazua, haría lo mismo frente a Yulia Putintseva, en cuartos de final derrotó a la checa Marie Bouzkova por 6-3, 6-4, ya en semifinales derrotó a la joven sensación rusa Mirra Andreeva por 6-3, 6-2 avanzando a la final un año después, en la definición por el campeonato Aryna se impuso en tres sets a la joven rusa Polina Kudermetova viniendo de un set abajo, para lograr su 18° título de su carrera y el primero que consigue como la No. 1 del mundo.
Aryna disputaría el Australian Open como la bicampeona defensora y actual No. 1 del mundo, en su debut la bielorrusa aplastó a la campeona del US Open 2017, Sloane Stephens por 6-3, 6-2 convirtiéndose en la primera jugadora en conseguir 15 victorias consecutivas en Melbourne desde que en el 2014 lo hizo Victoria Azarenka, en segunda ronda la nativa de Minsk derrotó a la española Jéssica Bouzas Maneiro por 6-3, 7-5 consiguiendo su decimosexta victoria conecutiva en el evento oceánico en tercera ronda venció a la danesa Clara Tauson en un partido inconsistente por un marcador de 7-6, 6-4 volviéndose en la primera jugadora en conseguir 17 victorias consecutivas en Grand Slam en pistas duras desde que Naomi Osaka lo logre en 2019 en cuarta ronda Sabalenka aplastó a la joven rusa Mirra Andreeva por 6-1, 6-2 convirtiéndose en la jugadora más joven en coseguir 18 victorias consecutivas en pistas duras en Torneos de Grand Slam desde que la americana Serena Williams lo consiguiese entre las temporadas 2002 al 2004 en cuartos de final Sabalenka derrotó a la rusa Anastasia Pavlyuchenkova en tres ajustados sets, al perder el segundo set marcaría el final de su racha de 25 sets ganados consecutivamente en el torneo que inició en la final del 2023, la racha más larga desde 1990 conseguida por Steffi Graf, siendo el marcador final de 6-2, 2-6, 6-3 asimismo Sabalenka se convirtió en la primera mujer en alcanzar 6 semifinales consecutivas de Grand Slam en pistas duras desde que Serena Williams lo consiguiese desde el US Open 2014 al Australian Open 2017, en las semifinales Aryna aplastó a su mejor amiga la española Paula Badosa en sets seguidos por 6-4, 6-2, convirtiéndose en la octava mujer en la era abierta en alcanzar 3 finales consecutivas en Australia tras Margaret Court, Evonne Goolagong, Martina Navratilova, Steffi Graf, Monica Seles y Serena Williams; además que se convirtió en la quinta mujer en la era abierta en alcanzar como mínimo 5 finales consecutivas de Grand Slam en pistas duras tras Martina Navratilova, Steffi Graf, Monica Seles y Martina Hingis asimismo es la tercera tenista en lograr 20 victorias consecutivas en un mismo evento de Grand Slam tras Serena Williams (Wimbledon y el US Open) e Iga Swiatek (Roland Garros), en el nuevo milenio. Tras la derrota de Swiatek en semifinales permitió que Sabalenka conserve el No. 1 del mundo al concluir el torneo, en la definición por el título Sabalenka caería derrotada a manos de la estadounidense Madison Keys en un intenso duelo a 3 sets por 3-6, 6-2, 5-7, impidiendo que la bielorrusa consiga el tricampeonato en Melbourne.
Sabalenka confirmó su participación en Doha desde su última aparición por 2022. Ya sorteado el cuadro en Doha, la bielorrusa iniciaba su participación en segunda ronda, cayendo en su debut a manos de la rusa Ekaterina Alexandrova en el desempate del último set. En la disputa del Dubai Duty Free Tennis Championships, Sabalenka volvería a iniciar este evento como la máxima sembrada al título y exenta de disputar la primera ronda, en su debut la bielorrusa se deshizo de la rusa Veronika Kudermetova por 6-3, 6-4; sin embargo Aryna caería derrotada en su duelo de octavos de final por la joven danesa Clara Tauson en dos parciales.
Tras lo ocurrido en territorio árabe, Aryna se trasladaría a disputar el MGM Rewards Slam, un evento de exhibición disputado en la ciudad del pecado, Las Vegas, como celebración del día mundial del tenis, la bielorrusa se impuso en su duelo de individuales a la ex No. 1 del mundo Naomi Osaka en dos parciales, además hizo pareja junto al ex tenista estadounidense Andre Agassi para vencer a la pareja conformada por Osaka y Mardy Fish por 10-8.
El siguiente evento importante a disputar fue el BNP Paribas Open disputado en el desierto californiano de Indian Wells donde Aryna alcanzaría la final sin perder ningún set en el camino al partido por la definición del título, dejando en su debut a la local McCartney Kessler, luego arrollaría a la italiana Lucia Bronzetti por 6-1, 6-2; en octavos de final la bielorrusa apabulló a la británica Sonay Kartal por 	6-1, 6-2; en cuartos de final venció a la rusa Liudmila Samsonova por 6-2, 6-3; en semifinales Sabalenka aplastaría a la estadounidense Madison Keys vengando su derrota de la final del último Australian Open con un marcador abrumador de 6-0, 6-1, convirtiéndose en la cuarta jugadora en la historia en llegar a múltiples finales tanto en Australia como en Indian Wells en distintas temporadas junto a Mónica Seles, Martina Hingis y Lindsay Davenport; en el último duelo del torneo Sabalenka caería derrotada a manos de la joven rusa de 17 años Mirra Andreeva después de haber ganado el primer set, le voltearían el partido y caería por segunda vez en su carrera en la definición del torneo por 6-2, 4-6, 3-6 tras su derrota del 2023 que sufrió ante Elena Rybakina.
Sabalenka levantaría la cabeza después de caer en sus últimas dos finales disputando el Miami Open presented by Itaú donde también alcanzaría la final sin perder ningún set en el camino a la definición del título, en su debut Sabalenka derrotó a la búlgara Viktoriya Tomova por 6-3, 6-0; en la siguiente ronda Aryna venció a la rumana Elena-Gabriela Ruse por 6-1, y retiro; alcanzando su 36ta ronda de octavos de final en los WTA 1000 igualando a las figuras tenísticas y ex-Nos. 1 del mundo Serena Williams, María Sharápova y Jelena Jankovic desde el 2009; en octavos de final la bielorrusa derrotó a la campeona defensora, la americana Danielle Collins por 6-4, 6-4; alcanzando sus 26tos cuartos de final en WTA 1000 en 55 apariciones, la menor desde que María Sharápova lo logrÓ en el 2018 en Madrid en 46 participaciones; en cuartos de final la bielorrusa venció de nueva cuenta a la china Zheng Qinwen por 6-2, 7-5; convirtiéndose en la cuarta jugadora No. 1 del mundo en alcanzar las semifinales tanto en Australia, Indian Wells y Miami en la misma temporada tras lo logrado por Steffi Graf, Martina Hingis y Serena Williams por primera vez en semifinales en el evento americano, Sabalenka derrotó a la italiana Jasmine Paolini por un contundente 6-2, 6-2; en la gran final Aryna derrotó a la local Jessica Pegula por 7-5, 6-2; levantando su segundo título del año, su octavo título WTA 1000 y su 19° título de su carrera; además es la cuarta jugadora en este siglo que siendo la No. 1 del mundo que consigue el título en Miami tras Martina Hingis, Serena Williams y Ashleigh Barty; además es la primera campeona desde la edición del 2014 en derrotar a 3 top-10 seguidamente en cuartos, semis y la final, desde que lo consiguiese Serena Williams.
Aryna regresaría al ruedo en el Porsche Tennis Grand Prix en la ciudad alemana de Stuttgart, la bielorrusa alcanzaría la final por cuarta vez en su carrera al dejar en el camino a la rusa Anastasia Potapova, a la belga Elise Mertens por 6-4, 6-1 y a la italiana Jasmine Paolini en un duelo exigente por 7-5, 6-4 ya en la definición por el título Sabalenka caería derrotada a manos de la letona y ex No. 5 del mundo Jelena Ostapenko en dos sets por 4-6, 1-6.
Sabalenka regresa de nueva cuenta al Mutua Madrid Open como primer cabeza de serie inició su participación en segunda ronda derrotando a la rusa Anna Blinkova por 6-3, 6-4, en tercera ronda Aryna venció viniendo de un set abajo a la belga y su antigua compañera de dobles Elise Mertens por 3-6, 6-2, 6-1, en cuarta ronda Sabalenka se deshizo de la estadounidense Peyton Stearns por 6-2, 6-4, en Cuartos de final la bielorrusa tuvo que batallar intensamente para vencer en dos desempates a la ucraniana Marta Kostyuk por 7-6,(7-4) 7-6(9-7) en semifinales Sabalenka vencería de nueva cuenta a la también ucraniana Elina Svitolina por 6-3, 7-5, alcanzando la final por cuarta vez igualando el récord que ostentaba la rumana Simona Halep en su sexta final del año Sabelanka derrotaría a la estadounidense Coco Gauff por un marcador de 6-3, 7-6(7-3), para alzar su tercer título del año, tercer título en Madrid convirtiéndose en la máxima ganadora del evento junto a la checa Petra Kvitová, asimismo levanta su noveno título WTA 1000 igualando a figuras históricas del tenis como Conchita Martínez, Venus Williams, Monica Seles, Simona Halep y a la misma Petra Kvitová, siendo además este su vigésimo título en su carrera.
Aryna se presenta en Roma para disputar el Internazionali BNL d'Italia donde alcanzó los cuartos de final dejando en su camino a la joven rusa Anastasia Potapova por 6-2, 6-2, también venció a la estadounidense Sofia Kenin viniendo desde un set abajo consiguiendo el triunfo por 3-6, 6-3, 6-3, y además venció a la ucraniana Marta Kostyuk por 6-1, 7-6(10-8) convirtiéndose en la primera jugadora en alcanzar los cuartos de final en la misma temporada en Indian Wells, Miami, Madrid y Roma desde la temporada 2015, ya en cuartos la bielorrusa fue eliminada por Zheng Qinwen por un marcador de 4-6, 3-6; siendo esta su primera derrota a manos de la jugadora china en 7 encuentros.
En Roland Garros la bielorrusa disputaría el evento como la principal favorita a alzarse con la corona; en su debut la natal de Minsk aplastó a la rusa Kamilla Rakhimova por 6-1, 6-0, en su segundo encuentro Sabalenka se deshizo de la suiza Jil Teichmann por 6-3 y 6-1, en tercera vuelta Aryna se deshizo de la joven serbia Olga Danilovic por 6-2 y 6-3, alcanzando sus décimos octavos de final en torneos de esta categoría, en cuarta ronda, Sabalenka derrotó nuevamente a la jugadora estadounidense Amanda Anisimova por 7-5 y 6-3, alcanzando sus décimos cuartos de final en eventos de Grand Slam, en su duelo de cuartos de final Sabalenka cobraría venganza de su última derrota en Roma al derrotar por séptima vez a la china Zheng Qinwen por 7-6 (7-3) y 6-3 alcanzando por segunda vez en su carrera la ronda de las 4 mejores en París desde que lo lograse en la edición del 2023; en Semifinales Sabalenka conseguiría vencer a la tres veces campeona defensora y cuatro veces campeona del evento parisino, Iga Swiatek, en tres disputadas mangas por 7-6 (7-1), 4-6 y 6-0, acabando con la racha de 26 victorias consecutivas de la polaca en el torneo y convirtiéndose en la primera mujer en alcanzar 3 definiciones consecutivas en Torneos de Grand Slam desde que la estadounidense Serena Williams lo hiciera en 2016, en la final Sabalenka caería derrotada a manos de la estadounidense Coco Gauff después de haber ganado el primer set, habiendo cometido en el partido la increíble cantidad de 70 errores no forzados, golpes responsables de caer por 7-6(7-5), 2-6, 4-6.
Sabalenka vuelve a la acción en Berlín donde alcanzaría las semifinales dejando en el camino a la suiza Rebeka Masarova por 6-2 y 7-6,(8-6) y a la kazaja Elena Rybakina en un intenso duelo a tres sets, logrando el triunfo por 7-6,(8-6) 3-6, 7-6(8-6) levantando cuatro puntos de partido durante el encuentro, en semifinales la checa Marketa Vondrousova derrotó a la bielorrusa en dos parciales por 2-6 y 4-6.
Se inicia el tercer Grand Slam del año, el Wimbledon Championships donde la bielorrusa regresa a la acción como la principal candidata a alzarse con la corona, en su debut Aryna derrotó en dos cómodos sets a la canadiense Carson Branstine por 6-1 y 7-5, en segunda ronda Sabalenka derrotaría por segunda vez en el año a la checa Marie Bouzková en un duelo sumamente cerrado por 7-6,(7-4) y 6-4, en tercera ronda Sabalenka se deshizo de la joven ídolo local y campeona del US Open 2021, Emma Raducanu en dos ajustados sets por 7-6,(8-6) 6-4, convirtiéndose en la primera jugadora en alcanzar 11 segundas semanas consecutivas en eventos de Grand Slam desde que lo consiguiese la mítica Serena Williams entre 2014 y 2019, además se vuelve en la primera No. 1 del mundo en alcanzar la segunda semana en sus 3 primeros eventos con esa condición en el ranking desde que lo hiciera la australiana Ashleigh Barty en 2021, en los octavos de final la bielorrusa venció por tercera vez en el año a la belga y expareja doblista Elise Mertens en dos ajustados sets por un marcador de 6-4 y 7-6(7-4) consiguiendo clasificarse a la ronda de las 8 mejores en eventos de Grand Slam por 11ra vez consecutiva; en cuartos de final Sabalenka dejó en el camino a la alemana Laura Siegemund remontando un set en contra por 4-6, 6-2 y 6-4, para disputar sus decimosegundas semifinales de Grand Slam y la tercera en suelo londinense, en Semifinales

#### Torneos disputados
| N.º | Fecha                   | Torneo                                   | Ubicación    | Categoría  | Superficie        | Ronda |
| --- | ----------------------- | ---------------------------------------- | ------------ | ---------- | ----------------- | ----- |
| 1.  | 30 de diciembre de 2024 | Brisbane International presented by Evie | Brisbane     | WTA 500    | Dura              | G     |
| 2.  | 12 de enero de 2025     | Australian Open                          | Melbourne    | Grand Slam | Dura              | F     |
| 3.  | 9 de febrero de 2025    | Qatar TotalEnergies Open                 | Doha         | WTA 1000   | Dura              | R2    |
| 4.  | 17 de febrero de 2025   | Dubai Duty Free Tennis Championships     | Dubái        | WTA 1000   | Dura              | R3    |
| 5.  | 2 de marzo de 2025      | BNP Paribas Open                         | Indian Wells | WTA 1000   | Dura              | F     |
| 6.  | 16 de marzo de 2025     | Miami Open presented by Itaú             | Miami        | WTA 1000   | Dura              | G     |
| 7.  | 14 de abril de 2025     | Porsche Tennis Grand Prix                | Stuttgart    | WTA 500    | Tierra Batida (i) | F     |
| 8.  | 21 de abril de 2025     | Mutua Madrid Open                        | Madrid       | WTA 1000   | Tierra Batida     | G     |
| 9.  | 7 de mayo de 2025       | Internazionali BNL d'Italia              | Roma         | WTA 1000   | Tierra Batida     | CF    |
| 10. | 25 de mayo de 2025      | Roland Garros                            | París        | Grand Slam | Tierra Batida     | F     |
| 11. | 16 de junio de 2025     | Berlin Tennis Open by Hylo               | Berlín       | WTA 500    | Césped            | SF    |
| 12. | 30 de junio de 2025     | Wimbledon Championships                  | Londres      | Grand Slam | Césped            | SF    |

## Estilo de juego
Aryna es conocida por su característico juego agresivo y poderoso. La bielorrusa golpea la pelota con una gran potencia, tanto en su saque como en sus golpes de fondo. Su fuerza le permite tomar el control de los puntos y poner a sus oponentes bajo presión constante. Con su altura, tiene un saque muy potente que le permite ganar puntos fáciles y comenzar los puntos con ventaja. Su saque es uno de los aspectos destacados de su juego. Sus golpes de fondo, tanto de derecha como de revés, son profundos y consistentes. Esto le permite mantener a sus oponentes detrás de la línea de base y dificultarles encontrar una oportunidad para contraatacar.
Su altura y su estilo agresivo no le impide una movilidad lateral impresionante que le permite cubrir la cancha rápidamente y recuperar tiros difíciles. Aunque su fortaleza principal está en el fondo de la pista, ha trabajado para mejorar su juego en la red y su capacidad para cerrar puntos en la red. Lucha por cada punto y no se rinde fácilmente, lo que la convierte en una oponente desafiante. Al tener un estilo de juego muy agresivo, acumula un gran número de aces y bastantes errores no forzados.

## Entrenadores
Sabalenka comenzó su carrera tenística bajo la dirección de su primera entrenadora en la infancia, Elena Vergeenko. A lo largo de los años, varios entrenadores estuvieron a cargo de su preparación, incluyendo a Serguéi Aleksándrov, Tatiana Púchek y Vladímir Perko, con quien, en mayo de 2016 en Tianjin, China, ganó su primer torneo de 50 mil dólares del circuito ITF. Posteriormente, entrenó con su compañero de prácticas, Anton Dubrov, y su entrenador físico, Vadim Sashurín, ex campeón mundial de biatlón.
En 2016, comenzó a trabajar con el entrenador ruso Khalil Ibrahimov, quien la ayudó a mejorar rápidamente, como lo demuestra el hecho de que en solo una semana de preparación para un partido contra Suiza, aumentó la velocidad de su saque en 25 km/h. Sin embargo, a principios de 2018, Sabalenka anunció el final de su colaboración con Ibrahimov y comenzó a trabajar con los extenistas profesionales suecos Magnus Norman y Magnus Tideman.
Más tarde en 2018, Dmitry Tursunov se convirtió en su entrenador principal durante la temporada de césped. Aunque su trabajo con Tursunov fue exitoso, su relación fue emocional y marcada por altibajos. Se separaron brevemente después del US Open de 2019, se reunieron más tarde ese año, pero la separación fue definitiva al final de la temporada. Posteriormente, Sabalenka entrenó por un breve período con el entrenador alemán Dieter Kindlmann, antes de volver a trabajar con Anton Dubrov, quien pasó a ser su entrenador principal tras haber sido su compañero de prácticas durante mucho tiempo.

## Patrocinadores
Aryna cuenta con el respaldo de Nike para ropa y calzado desde el comienzo de su carrera profesional. Nike comenzó a diseñar prendas personalizadas para Sabalenka a partir del US Open de 2023. También cuenta con el respaldo de Wilson, específicamente utilizando la gama de raquetas Wilson Blade.
En junio de 2025, Sabalenka fue presentada como embajadora global y accionista minoritaria de IM8, una marca de suplementos nutricionales cofundada por el exfutbolista David Beckham.

## Vida personal
Aryna estudió en la Universidad Estatal de Bielorrusia en un programa relacionado con el deporte. Su padre quien la hizo conocer el tenis y profesionalizarse falleció en 2019. Sus ídolos del tenis cuando era niña eran Serena Williams y María Sharapova.
Estuvo en pareja con el jugador bielorruso de hockey Matvei Bozhko hasta 2020. Desde 2021 hasta 2024 estuvo en pareja con el exjugador de hockey bielorruso Konstantin Koltsov. El último mencionado falleció el 18 de marzo de 2024 en Miami mientras acompañaba a Sabalenka en el torneo Masters de Miami.

### Puntos de vista políticos
En agosto de 2020, durante las protestas bielorrusas de 2020-2021, Sabalenka criticó al gobierno de Alexander Lukashenko por su dispersión de las protestas pacíficas y pidió que no se produjera violencia. Por otra parte, elogió al gobierno bielorruso por "todo lo que se hace por el país en general y por el deporte en particular". En 2020, durante las protestas generalizadas después de las controvertidas elecciones, ella firmó una carta abierta en la que afirmaba que el deporte debería permanecer fuera de la política. Los medios bielorrusos consideraron que la carta apoyaba a Lukashenko, ya que venía después de una carta abierta de figuras deportivas bielorrusas exigiendo que se invalidaran las elecciones.
Tras el inicio de la invasión rusa de Ucrania,  expresó su apoyo al pueblo ucraniano y utilizó cintas del color de Ucrania: "Siento que la gente necesita nuestro apoyo. Sólo espero que entiendan que todos estamos realmente preocupados. Creo que incluso 'triste' ni siquiera es la palabra correcta". En enero de 2023, con respecto a la guerra y la exclusión de los jugadores rusos y bielorrusos del Campeonato de Wimbledon de 2022, declaró: "Entiendo que no es mi culpa". Sus comentarios sobre la invasión rusa de Ucrania y la situación de los tenistas ucranianos fueron criticados por el entrenador de Lesia Tsurenko, Nikita Vlasov, y el exjugador ucraniano Sergiy Stakhovsky por falta de sustancia y compasión. Sabalenka indicó su apoyo a poner fin a la guerra en Ucrania y afirmó: "Si pudiera detener la guerra, lo haría, pero lamentablemente eso no está en mis manos. Sólo espero la paz". Durante una conferencia de prensa en el Abierto de Francia de 2023, cuando la periodista ucraniana Daria Meshcheriakova le preguntó sobre la guerra, ella dijo: "Nadie en este mundo, ni los atletas rusos, ni los atletas bielorrusos, apoyan la guerra. Nadie. ¿Cómo podemos apoyar la guerra? Nadie, la gente normal nunca lo apoyaría". Más tarde dijo: "No quiero que mi país esté en ningún conflicto, no apoyo la guerra, lo que significa que no apoyo a Lukashenko en este momento".

### Televisión y cine
Sabalenka aparece en la serie documental de tenis Break Point, que se estrenó en Netflix el 13 de enero de 2023.

## Torneos de Grand Slam

### Individual

#### Títulos (3)
| Año  | Torneo               | Oponente en la final | Resultado     |
| ---- | -------------------- | -------------------- | ------------- |
| 2023 | Abierto de Australia | Elena Rybakina       | 4-6, 6-3, 6-4 |
| 2024 | Abierto de Australia | Qinwen Zheng         | 6-3, 6-2      |
| 2024 | Abierto de EE. UU.   | Jessica Pegula       | 7-5, 7-5      |

#### Finalista (3)
| Año  | Torneo               | Oponente en la final | Resultado        |
| ---- | -------------------- | -------------------- | ---------------- |
| 2023 | Abierto de EE. UU.   | Coco Gauff           | 6-2, 3-6, 2-6    |
| 2025 | Abierto de Australia | Madison Keys         | 3-6, 6-2, 5-7    |
| 2025 | Roland Garros        | Coco Gauff           | 7-6(5), 2-6, 4-6 |

### Doble

#### Títulos (2)
| Año  | Torneo               | Pareja        | Oponentes en la final                 | Resultado |
| ---- | -------------------- | ------------- | ------------------------------------- | --------- |
| 2019 | Abierto de EE. UU.   | Elise Mertens | Victoria Azarenka Ashleigh Barty      | 7-5, 7-5  |
| 2021 | Abierto de Australia | Elise Mertens | Barbora Krejčíková Kateřina Siniaková | 6-2, 6-3  |

## Títulos WTA (26; 20+6)

### Individual (20)
| Leyenda | Leyenda                                |
| ------- | -------------------------------------- |
|         | Grand Slam (3)                         |
|         | Juegos Olímpicos (0)                   |
|         | WTA Finals (0)                         |
|         | WTA Elite Trophy (1)                   |
|         | P. Mandatory & Premier 5, WTA 1000 (9) |
|         | Premier, WTA 500 (5)                   |
|         | International, WTA 250 (2)             |

| N.º | N.º | Fecha                    | Torneo               | Superficie    | Oponente en la final | Resultado        |
| --- | --- | ------------------------ | -------------------- | ------------- | -------------------- | ---------------- |
|     | 1.  | 25 de agosto de 2018     | New Haven            | Dura          | Carla Suárez         | 6-1, 6-4         |
|     | 2.  | 29 de septiembre de 2018 | Wuhan                | Dura          | Anett Kontaveit      | 6-3, 6-3         |
|     | 3.  | 5 de enero de 2019       | Shenzhen             | Dura          | Alison Riske         | 4-6, 7-6(2), 6-3 |
|     | 4.  | 28 de septiembre de 2019 | Wuhan                | Dura          | Alison Riske         | 6-3, 3-6, 6-1    |
|     | 5.  | 27 de octubre de 2019    | Elite Trophy         | Dura (i)      | Kiki Bertens         | 6-4, 6-2         |
|     | 6.  | 29 de febrero de 2020    | Doha                 | Dura          | Petra Kvitová        | 6-3, 6-3         |
|     | 7.  | 25 de octubre de 2020    | Ostrava              | Dura (i)      | Victoria Azarenka    | 6-2, 6-2         |
|     | 8.  | 15 de noviembre de 2020  | Linz                 | Dura (i)      | Elise Mertens        | 7-5, 6-2         |
|     | 9.  | 13 de enero de 2021      | Abu Dabi             | Dura          | Veronika Kudermétova | 6-2, 6-2         |
|     | 10. | 8 de mayo de 2021        | Madrid               | Tierra batida | Ashleigh Barty       | 6-0, 3-6, 6-4    |
|     | 11. | 8 de enero de 2023       | Adelaida I           | Dura          | Linda Nosková        | 6-3, 7-6(4)      |
|     | 12. | 28 de enero de 2023      | Abierto de Australia | Dura          | Elena Rybakina       | 4-6, 6-3, 6-4    |
|     | 13. | 6 de mayo de 2023        | Madrid               | Tierra batida | Iga Świątek          | 6-3, 3-6, 6-3    |
|     | 14. | 27 de enero de 2024      | Abierto de Australia | Dura          | Qinwen Zheng         | 6-3, 6-2         |
|     | 15. | 19 de agosto de 2024     | Cincinnati           | Dura          | Jessica Pegula       | 6-3, 7-5         |
|     | 16. | 7 de septiembre de 2024  | Abierto de EE. UU.   | Dura          | Jessica Pegula       | 7-5, 7-5         |
|     | 17. | 13 de octubre de 2024    | Wuhan                | Dura          | Qinwen Zheng         | 6-3, 5-7, 6-3    |
|     | 18. | 5 de enero de 2025       | Brisbane             | Dura          | Polina Kudermetova   | 4-6, 6-3, 6-2    |
|     | 19. | 29 de marzo de 2025      | Miami                | Dura          | Jessica Pegula       | 7-5, 6-2         |
|     | 20. | 3 de mayo de 2025        | Madrid               | Tierra batida | Coco Gauff           | 6-3, 7-6(3)      |

#### Finalista (18)
| N.º | N.º | Fecha                   | Torneo               | Superficie        | Oponente en la final  | Resultado        |
| --- | --- | ----------------------- | -------------------- | ----------------- | --------------------- | ---------------- |
|     | 1.  | 15 de octubre de 2017   | Tianjin              | Dura              | María Sharápova       | 5-7, 6-7(8)      |
|     | 2.  | 15 de abril de 2018     | Lugano               | Tierra batida     | Elise Mertens         | 5-7, 2-6         |
|     | 3.  | 30 de junio de 2018     | Eastbourne           | Hierba            | Caroline Wozniacki    | 5-7, 6-7(5)      |
|     | 4.  | 4 de agosto de 2019     | San José             | Dura              | Saisai Zheng          | 3-6, 6-7(3)      |
|     | 5.  | 25 de abril de 2021     | Stuttgart            | Tierra batida (i) | Ashleigh Barty        | 6-3, 0-6, 3-6    |
|     | 6.  | 24 de abril de 2022     | Stuttgart            | Tierra batida (i) | Iga Świątek           | 2-6, 2-6         |
|     | 7.  | 12 de junio de 2022     | 's-Hertogenbosch     | Hierba            | Ekaterina Alexandrova | 5-7, 0-6         |
|     | 8.  | 7 de noviembre de 2022  | WTA Finals           | Dura (i)          | Caroline Garcia       | 6-7(4), 4-6      |
|     | 9.  | 19 de marzo de 2023     | Indian Wells         | Dura              | Elena Rybakina        | 6-7(11), 4-6     |
|     | 10. | 23 de abril de 2023     | Stuttgart            | Tierra batida (i) | Iga Świątek           | 3-6, 4-6         |
|     | 11. | 9 de septiembre de 2023 | Abierto de EE. UU.   | Dura              | Coco Gauff            | 6-2, 3-6, 2-6    |
|     | 12. | 7 de enero de 2024      | Brisbane             | Dura              | Elena Rybakina        | 0-6, 3-6         |
|     | 13. | 4 de mayo de 2024       | Madrid               | Tierra batida     | Iga Świątek           | 5-7, 6-4, 6-7(7) |
|     | 14. | 18 de mayo de 2024      | Roma                 | Tierra batida     | Iga Świątek           | 2-6, 3-6         |
|     | 15. | 25 de enero de 2025     | Abierto de Australia | Dura              | Madison Keys          | 3-6, 6-2, 5-7    |
|     | 16. | 16 de marzo de 2025     | Indian Wells         | Dura              | Mirra Andreeva        | 6-2, 4-6, 3-6    |
|     | 17. | 21 de abril de 2025     | Stuttgart            | Tierra batida (i) | Jeļena Ostapenko      | 4-6, 1-6         |
|     | 18. | 7 de junio de 2025      | Roland Garros        | Tierra batida     | Coco Gauff            | 7-6(5), 2-6, 4-6 |

### Dobles (6)
| Leyenda | Leyenda                                |
| ------- | -------------------------------------- |
|         | Grand Slam (2)                         |
|         | Juegos Olímpicos (0)                   |
|         | WTA Finals (0)                         |
|         | P. Mandatory & Premier 5, WTA 1000 (2) |
|         | Premier, WTA 500 (2)                   |
|         | International, WTA 250 (0)             |

| N.º | N.º | Fecha                   | Torneo             | Superficie | Pareja            | Oponentes en la final                 | Resultado        |
| --- | --- | ----------------------- | ------------------ | ---------- | ----------------- | ------------------------------------- | ---------------- |
|     | 1.  | 16 de marzo de 2019     | Indian Wells       | Dura       | Elise Mertens     | Barbora Krejčíková Kateřina Siniaková | 6-3, 6-2         |
|     | 2.  | 31 de marzo de 2019     | Miami              | Dura       | Elise Mertens     | Samantha Stosur Shuai Zhang           | 7-6(5), 6-2      |
|     | 3.  | 8 de septiembre de 2019 | Abierto de EE. UU. | Dura       | Elise Mertens     | Victoria Azarenka Ashleigh Barty      | 7-5, 7-5         |
|     | 4.  | 25 de octubre de 2020   | Ostrava            | Dura (i)   | Elise Mertens     | Gabriela Dabrowski Luisa Stefani      | 6-1, 6-3         |
|     | 5.  | 19 de febrero de 2021   | Abierto Australia  | Dura       | Elise Mertens     | Barbora Krejčíková Kateřina Siniaková | 6-2, 6-3         |
|     | 6.  | 20 de junio de 2021     | Berlín             | Hierba     | Victoria Azarenka | Nicole Melichar Demi Schuurs          | 4-6, 7-5, [10-4] |

#### Finalista dobles (2)
| N.º | N.º | Fecha                    | Torneo | Superficie    | Pareja        | Oponentes en la final              | Resultado   |
| --- | --- | ------------------------ | ------ | ------------- | ------------- | ---------------------------------- | ----------- |
|     | 1.  | 15 de abril de 2018      | Lugano | Tierra batida | Vera Lapko    | Kirsten Flipkens Elise Mertens     | 1-6, 3-6    |
|     | 2.  | 28 de septiembre de 2019 | Wuhan  | Dura          | Elise Mertens | Yingying Duan Veronika Kudermétova | 6-7(3), 2-6 |

## Títulos WTA 125s (1; 1+0)
| Leyenda  | Individuales | Dobles |
| -------- | ------------ | ------ |
| WTA 125s | 1            | 0      |

### Individual (1)
| N.º | Fecha                   | Torneo | Superficie | Oponentes        | Resultado |
| --- | ----------------------- | ------ | ---------- | ---------------- | --------- |
| 1.  | 26 de noviembre de 2017 | Mumbai | Dura       | Dalila Jakupović | 6-2, 6-3  |

## Clasificación histórica
Actualizado hasta el Berlin Tennis Open by Hylo 2025.
| Torneo                             | 2017                | 2018                | 2019                | 2020         | 2021         | 2022                       | 2023                       | 2024                       | 2025                       | Títulos      | G–P          | % Victorias  |
| ---------------------------------- | ------------------- | ------------------- | ------------------- | ------------ | ------------ | -------------------------- | -------------------------- | -------------------------- | -------------------------- | ------------ | ------------ | ------------ |
| Torneos de Grand Slam              |                     |                     |                     |              |              |                            |                            |                            |                            |              |              |              |
| Australian Open                    | Q2                  | R1                  | R3                  | R1           | R4           | R4                         | G                          | G                          | F                          | 2 / 8        | 28–6         | 82%          |
| Roland Garros                      | Q1                  | R1                  | R2                  | R3           | R3           | R3                         | SF                         | CF                         | F                          | 0 / 8        | 22–8         | 73%          |
| Wimbledon                          | R2                  | R1                  | R1                  | NC           | SF           | A                          | SF                         | A                          | SF                         | 0 / 6        | 16–6         | 73%          |
| US Open                            | Q1                  | R4                  | R2                  | R2           | SF           | SF                         | F                          | G                          |                            | 1 / 7        | 28–6         | 82%          |
| Victorias–Derrotas                 | 1–1                 | 3–4                 | 4–4                 | 3–3          | 15–4         | 10–3                       | 23–3                       | 18–1                       | 12-2                       | 3 / 29       | 94–26        | 78%          |
| Campeonatos de Fin de Año          |                     |                     |                     |              |              |                            |                            |                            |                            |              |              |              |
| WTA Finals                         | No Logró Clasificar | No Logró Clasificar | No Logró Clasificar | NC           | RR           | F                          | SF                         | SF                         |                            | 0 / 4        | 8–8          | 50%          |
| WTA Elite Trophy                   | NLC                 | RR                  | G                   | No Celebrado | No Celebrado | No Celebrado               | A                          | No Celebrado               | No Celebrado               | 1 / 2        | 5–1          | 83%          |
| Representación Nacional            |                     |                     |                     |              |              |                            |                            |                            |                            |              |              |              |
| Juegos Olímpicos                   | No Celebrado        | No Celebrado        | No Celebrado        | No Celebrado | R2           | No Celebrado               | No Celebrado               | A                          | NC                         | 0 / 1        | 1–1          | 50%          |
| Copa Billie Jean King              | F                   | R1                  | SF                  | RR           | RR           | No Autorizado a Participar | No Autorizado a Participar | No Autorizado a Participar | No Autorizado a Participar | 0 / 4        | 10–6         | 63%          |
| WTA 1000                           |                     |                     |                     |              |              |                            |                            |                            |                            |              |              |              |
| Doha                               | NPM                 | A                   | NPM                 | G            | N1000        | CF                         | N1000                      | A                          | R2                         | 1 / 3        | 7–2          | 78%          |
| Dubái                              | R1                  | NPM                 | R3                  | NPM          | CF           | N1000                      | CF                         | R2                         | R3                         | 0 / 6        | 6–6          | 50%          |
| Indian Wells                       | A                   | R3                  | R4                  | NC           | A            | R2                         | F                          | R4                         | F                          | 0 / 6        | 15–6         | 71%          |
| Miami                              | A                   | R2                  | R2                  | NC           | CF           | R2                         | CF                         | R3                         | G                          | 1 / 7        | 14–6         | 70%          |
| Madrid                             | A                   | R1                  | R1                  | NC           | G            | R1                         | G                          | F                          | G                          | 3 / 7        | 23–4         | 85%          |
| Roma                               | A                   | R1                  | R1                  | A            | R3           | SF                         | R2                         | F                          | CF                         | 0 / 7        | 12–7         | 63%          |
| Montreal/Toronto                   | A                   | R3                  | R1                  | NC           | SF           | R3                         | R3                         | CF                         | A                          | 0 / 6        | 9–6          | 60%          |
| Cincinnati                         | Q2                  | SF                  | R3                  | R3           | R2           | SF                         | SF                         | G                          |                            | 1 / 7        | 18–6         | 75%          |
| Pekín                              | Q1                  | CF                  | R2                  | No Celebrado | No Celebrado | No Celebrado               | CF                         | CF                         |                            | 0 / 4        | 8–4          | 67%          |
| Wuhan                              | A                   | G                   | G                   | No Celebrado | No Celebrado | No Celebrado               | No Celebrado               | G                          |                            | 3 / 3        | 17–0         | 100%         |
| Victorias–Derrotas                 | 0–1                 | 17–7                | 11–8                | 6–1          | 15–5         | 9–7                        | 22–7                       | 28–7                       | 21-4                       | 9 / 56       | 129–47       | 73%          |
| Estadísticas de Carrera            |                     |                     |                     |              |              |                            |                            |                            |                            |              |              |              |
|                                    | 2017                | 2018                | 2019                | 2020         | 2021         | 2022                       | 2023                       | 2024                       | 2025                       | Títulos      | G–P          | % Victorias  |
| Torneos                            | 5                   | 23                  | 24                  | 12           | 19           | 21                         | 16                         | 17                         | 11                         | Total: 148   | Total: 148   | Total: 148   |
| Títulos                            | 0                   | 2                   | 3                   | 3            | 2            | 0                          | 3                          | 4                          | 3                          | Total: 20    | Total: 20    | Total: 20    |
| Finales                            | 1                   | 4                   | 4                   | 3            | 3            | 3                          | 6                          | 7                          | 7                          | Total: 38    | Total: 38    | Total: 38    |
| Dura (victorias-derrotas)          | 11–7                | 35–13               | 32–13               | 23–7         | 25–12        | 20–15                      | 35–9                       | 40–9                       | 23-4                       | 17 / 100     | 244–89       | 73%          |
| Tierra Batida (victorias-derrotas) | 0–0                 | 4–5                 | 5–5                 | 6–3          | 13–3         | 9–5                        | 15–3                       | 15–4                       | 17-3                       | 3 / 33       | 84–31        | 73%          |
| Césped (victorias-derrotas)        | 1–1                 | 7–4                 | 2–4                 | 0–0          | 7–3          | 4–2                        | 6–2                        | 1–1                        | 2-1                        | 0 / 18       | 30–18        | 63%          |
| Anual (victorias-derrotas)         | 12–8                | 46–22               | 39–22               | 29–10        | 45–18        | 33–22                      | 56–14                      | 56–14                      | 42-8                       | 20 / 147     | 358–138      | 72%          |
| Victorias (%)                      | 60%                 | 68%                 | 64%                 | 74%          | 71%          | 60%                        | 80%                        | 80%                        | 84%                        | Carrera: 72% | Carrera: 72% | Carrera: 72% |
| Ranking al Final del Año           | 78                  | 11                  | 11                  | 10           | 2            | 5                          | 2                          | 1                          |                            | $36,082,811  | $36,082,811  | $36,082,811  |